# Centro histórico de Santiago de Querétaro
La Zona de Monumentos Históricos de Querétaro, declarada Patrimonio de la Humanidad por la UNESCO desde 1996, se ubica en el estado de Querétaro, México. Esta antigua ciudad colonial, conocida originalmente como Santiago de Querétaro, destaca por conservar el plano primitivo de la ciudad con sus calles sinuosas, junto al diseño geométrico típico de las ciudades establecidas por los españoles en territorio indio. Durante los siglos XVII y XVIII, la ciudad vivió su edad de oro, caracterizada por una convivencia pacífica entre otomíes, tarascos, chichimecas y españoles, y es renombrada por sus ornamentados estilos barrocos y sus numerosos monumentos cívicos y religiosos.
El Instituto Nacional de Antropología e Historia (INAH) preparó el expediente definitivo para solicitar que el centro histórico de Santiago de Querétaro fuera incluido en la Lista del Patrimonio Cultural de la Humanidad. A través de gestiones del gobernador y el alcalde, México postuló a Querétaro como candidato para formar parte del patrimonio mundial de la UNESCO. En preparación para la nominación, una comisión llevó a cabo una visita de evaluación a la ciudad, durante la cual se realizaron recorridos por la zona de monumentos arquitectónicos y sitios históricos. Finalmente, el 5 de diciembre de 1995, en la reunión anual del Comité del Patrimonio Mundial celebrada en Mérida, se decidió incluir a la ciudad de Querétaro en la mencionada lista. Con esta designación, tanto el pueblo como el gobierno asumieron el compromiso de fomentar, proteger, conservar, revalorizar y rehabilitar el Patrimonio Cultural.

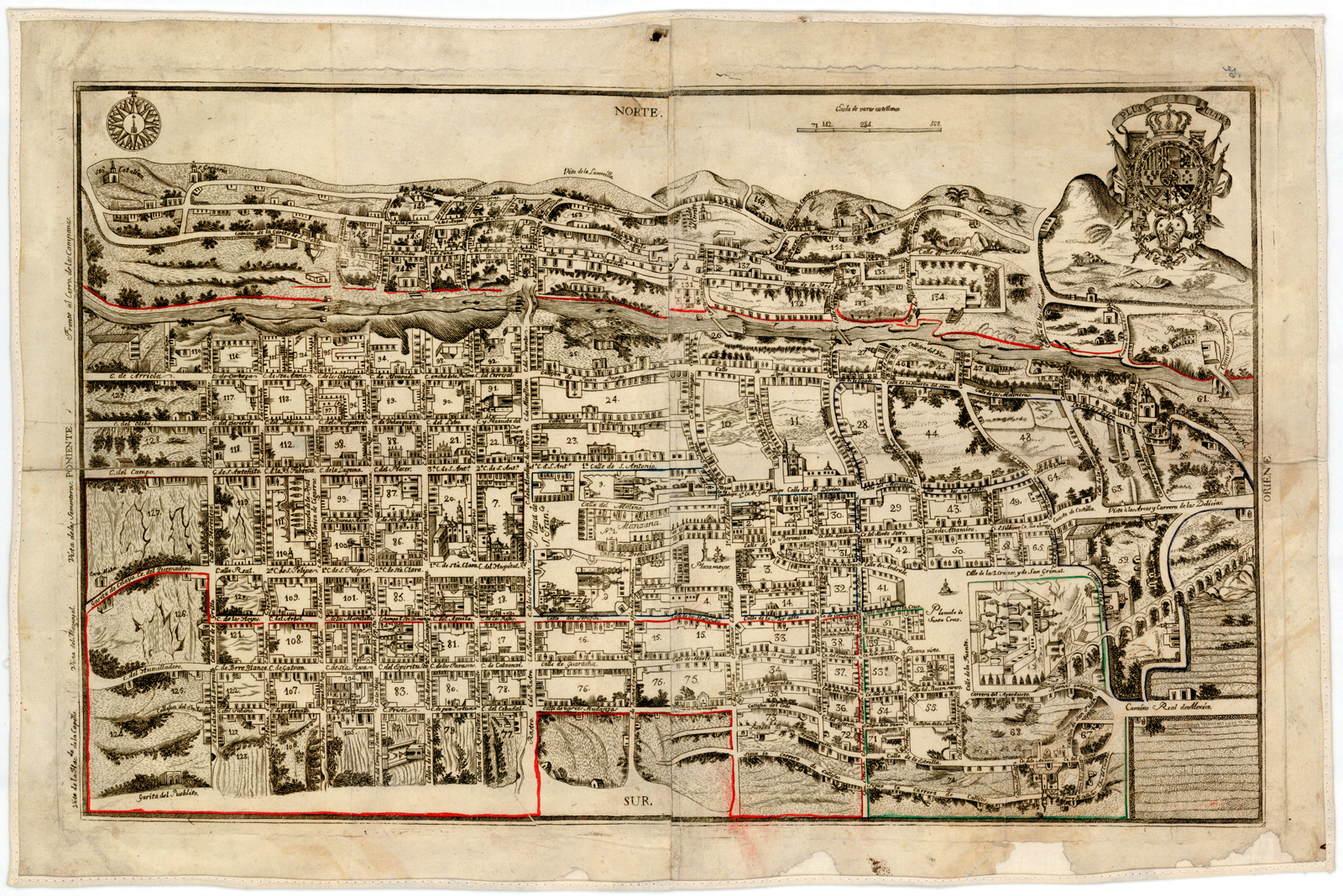
Plano de Querétaro en 1796.

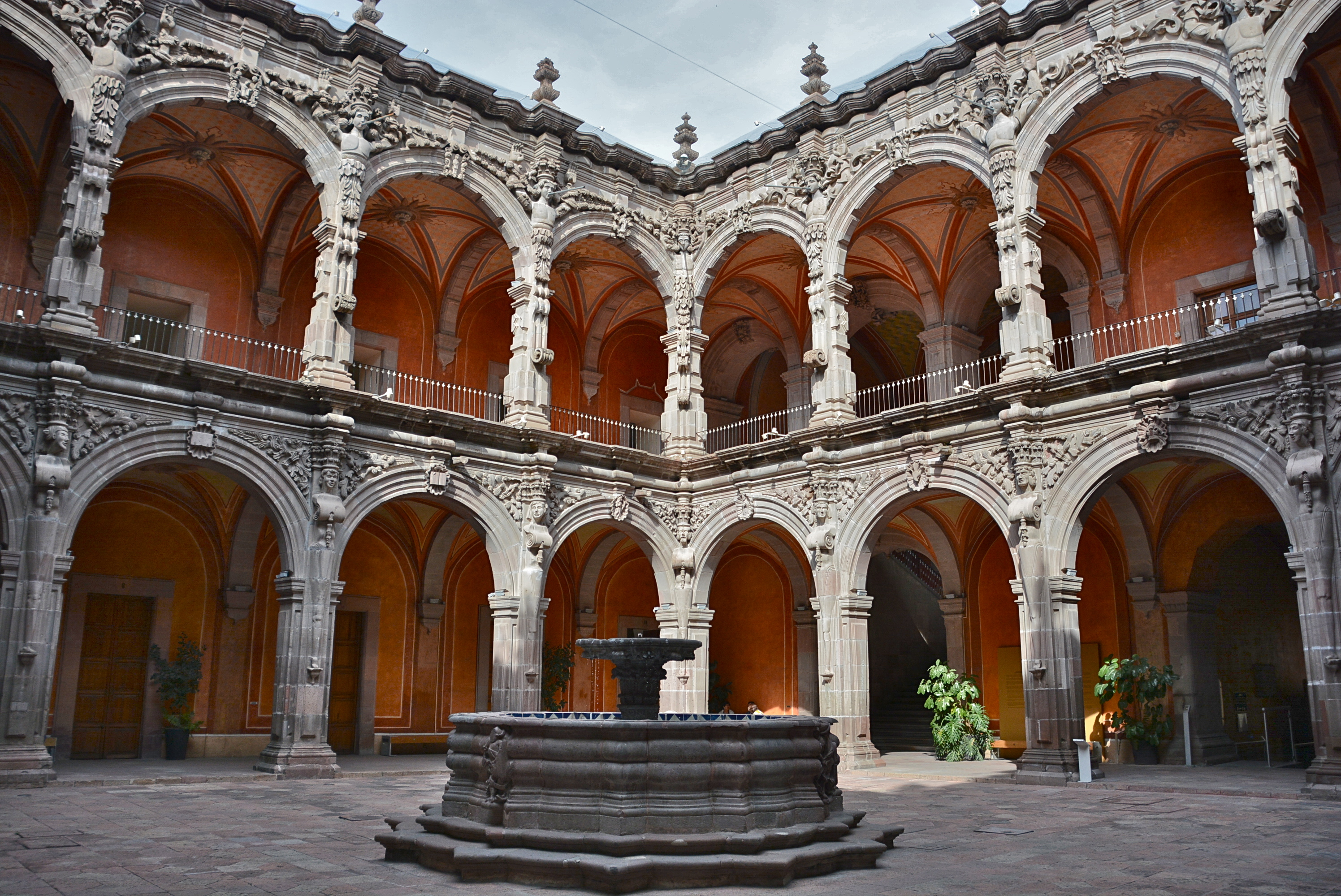
Patio Barroco del museo de arte de Querétaro.

## Arquitectura

### Arquitectura civil
- Acueducto de Querétaro: Símbolo de la ciudad desde que se terminó en 1735. El acueducto completo mide 1,280 metros de longitud. Su altura máxima exacta es de 28,42 m, con 75 arcos de medio punto, similar a las construcciones romanas de su tipo.
- Teatro de la República: originalmente llamado "Gran Teatro de Iturbide", fue sede de 3 eventos cruciales en la historia mexicana:

1. Estreno del Himno Nacional Mexicano, simultáneamente con otras ciudades, en 1854.
2. El juicio al emperador Maximiliano de Habsburgo y de sus generales Miguel Miramón y Tomás Mejía, en 1867.
3. Debate y promulgación de la Constitución de los Estados Unidos Mexicanos de 1917, en enero y febrero de ese año.

- Casa de la Corregidora: sede del corregimiento de Querétaro, donde se reunían Hidalgo, Allende y otros conspiradores para planear la Independencia de México. El 15 de septiembre de 1810 se adelantaron los planes, y de aquí salió el mensaje que desencadenó el Grito y la Guerra de Independencia. Actualmente es Palacio de Gobierno del Estado.
- Academia de Bellas Artes: construcción de estilo neoclásico inaugurada en 1805. En su salón de actos o "salón ovalado" fue donde el presidente Don Manuel de la Peña y Peña citó al Congreso Nacional para tratar el cese de las hostilidades entre México y Estados Unidos por medio del tratado de Guadalupe-Hidalgo. Éste fue firmado en la casa provisional del presidente, que también se encuentra en Querétaro.
- Reales Colegios de San Ignacio y San Francisco Javier: fundados como colegios jesuitas, no recibieron el título de Reales y Pontíficios Colegios Seminarios sino hasta la segunda mitad del siglo XVIII. La expulsión de la Orden de la Compañía de Jesús el 25 de junio de 1767 ocasionó su clausura. Fueron reabiertos en 1771 y entre 1863 y 1950 se le llamó Colegio Civil de Querétaro. Actualmente es sede de algunas facultades de la Universidad Autónoma de Querétaro.
- Gran Hotel de Querétaro: en el lugar donde se encontraban las ruinas de las 4 capillas del Convento Grande de San Francisco de Asís, se propuso construir un nuevo palacio de gobierno, pero no se llevó a cabo y el predio fue vendido a Don Cipriano Bueno quien construyó entre 1890-1893 este lujoso hotel.
- Casa de la Marquesa: Esta casa fue construida para don Francisco Alday, en ella vivió un descendiente indirecto del II Marqués del Villar del Águila, cuando éste ya había muerto, por lo que realmente no fue construida por él para su esposa. Aquí se hospedó Agustín de Iturbide en 1824. Actualmente es uno de los hoteles más exclusivos de México.
- Otras casonas queretanas: ejemplos de bellas construcciones del siglo XVIII, siglo de máximo esplendor para la ciudad, son las casonas que principalmente se encuentran en los alrededores del Andador 5 de Mayo, la Plaza de la Independencia y la calle de Hidalgo: casa de Don Bartolo, sede de una de las leyendas más famosas de la ciudad* la “Casa de los Perros”, llamada así por las gárgolas que lo adornan en forma de canes* la casona de los 5 patios, que sirvió como residencia provisional a Maximiliano y luego a Porfirio Díaz* la casa de Don Tomás López de Ecala, para muchos la más bella de la ciudad, en la que fue la plaza mayor de la ciudad o Plaza de Armas.
- Fuentes queretanas: con la llegada del agua gracias al acueducto, se construyeron bellas fuentes barrocas de las cuales se conservan sólo algunas y no todas corresponden a la misma época. En la primera mitad del siglo XVIII la ciudad contaba con más de 70 fuentes públicas y otras más en residencias privadas.

### Arquitectura religiosa
- Templo y exconvento de San Agustín: cuenta con una fachada con esculturas de Cristo crucificado, San José, La Virgen de los dolores, Sta. Mónica, Sta. Rita, San Fco. y San Agustín. Su cúpula es de las más hermosas de México, por las 8 esculturas de ángeles que rodean su base, vestidos de indios de la región y tocando instrumentos musicales. La torre del templo nunca fue terminada, como la de la catedral, probablemente por falta de presupuesto. Su claustro es considerado el patio barroco más bello de América y una de las mejores muestras del barroco en todo el mundo. El ex convento alberga desde 1988 el Museo de Arte de Querétaro.
- Real Beaterio de Santa Rosa de Viterbo: representa el máximo esplendor que alcanzó el barroco en esta ciudad* con una influencia de arquitectura mudéjar única, es la obra máxima de Ignacio Mariano de las Casas, quién también construyó el reloj monumental (el primer reloj de repetición de América), su órgano y sus bellos retablos. En la sacristía se encuentra el retrato de Sor Ana María de San Francisco y Neve, uno de los mejores cuadros del siglo XVIII.
- Templo y convento de la Santa Cruz: en este templo se venera una cruz de cantera del siglo XVI labrada por manos chichimecas, que representa a la que se vio en la fundación de la ciudad durante la batalla de la loma del Sangremal, el 25 de julio de 1531. El convento fue el primer Colegio Eclesiástico de Propaganda de la Fe en América. De ahí salieron numerosos misioneros como Fray Junípero Serra, constructor de las misiones franciscanas de la Sierra Gorda y de la Alta California. También ha sido de gran importancia para la historia del país: sirvió de prisión para Don Miguel Domínguez y Epigmenio Gonzáles durante la conspiración, fue tomado por Iturbide para poner fin al régimen virreinal en Querétaro, y fue cuartel y primera prisión de Maximiliano durante el sitio de Querétaro en 1867.
- Templo y exconvento de San Francisco de Asís: primera construcción religiosa de la ciudad, es el templo de mayores dimensiones y fue catedral a principios del siglo XX. Actualmente el exConvento es ocupado por el Museo Regional.
- Antiguo oratorio de San Felipe Neri, catedral de Querétaro: A diferencia de casi todas las catedrales del mundo, la de Querétaro no se ubica en a la plaza principal. Es uno de los templos más grandes de la ciudad, y posee la fachada más completa, con una mezcla ecléctica entre Barroco y Neoclásico. Es catedral de Querétaro desde 1920, aunque el oratorio data de 1786, y fue bendecida por Don Miguel Hidalgo, quien ofició la primera misa en 1805.
- Templo de Santa Clara de Asís: lo único que resta del Real Convento de Santa Clara de Asís, uno de los más grandes e importantes de la época colonial (ocupó 4 cuadras y llegaron a vivir dentro más de 500 mujeres), destruido durante la guerra de Reforma. El templo es el más adornado de la ciudad, resaltando sus retablos, rejas y coros.

Edificios del Centro Histórico
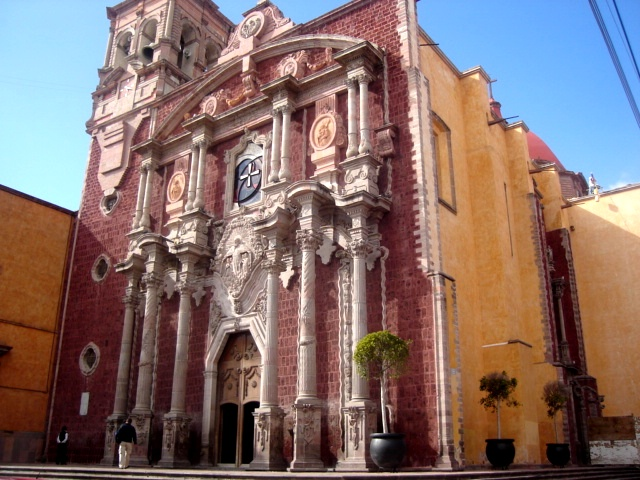
Catedral de Querétaro
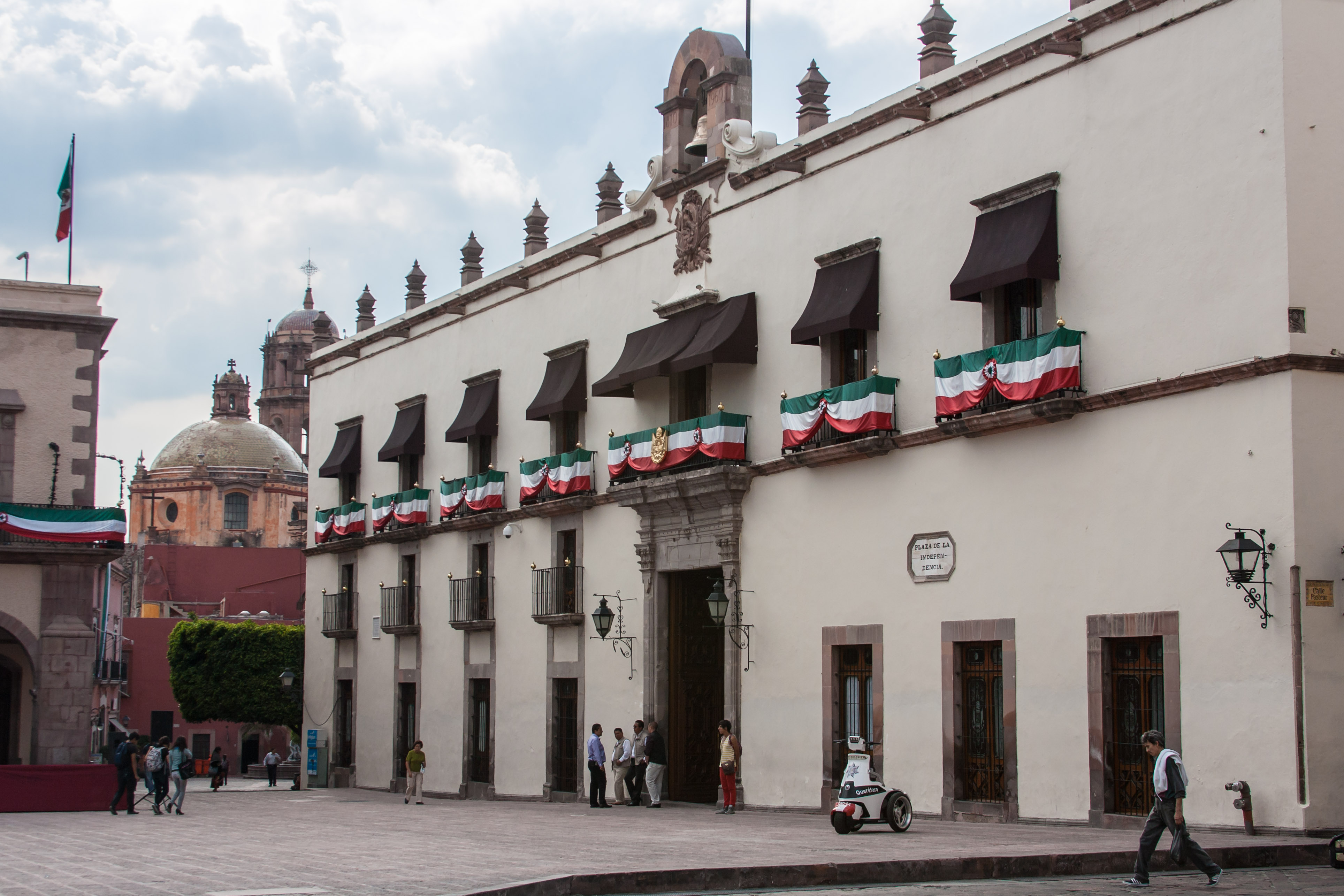
Casa de la Corregidora
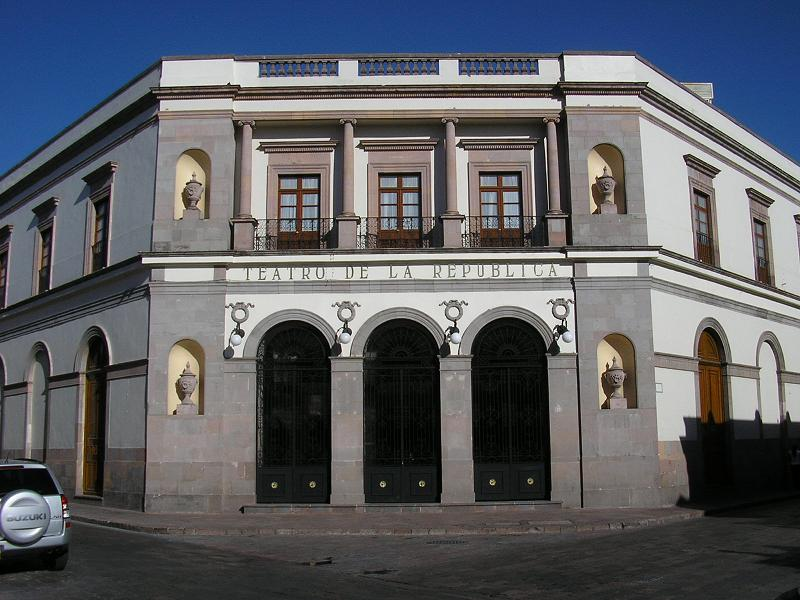
Teatro de la República
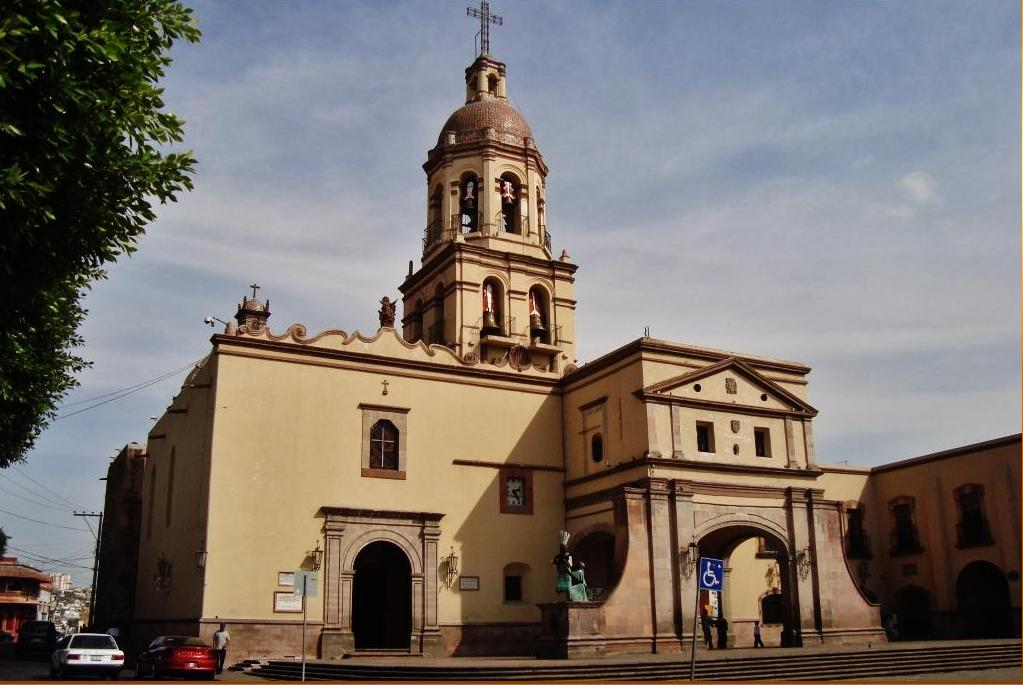
Templo y exconvento de la Cruz
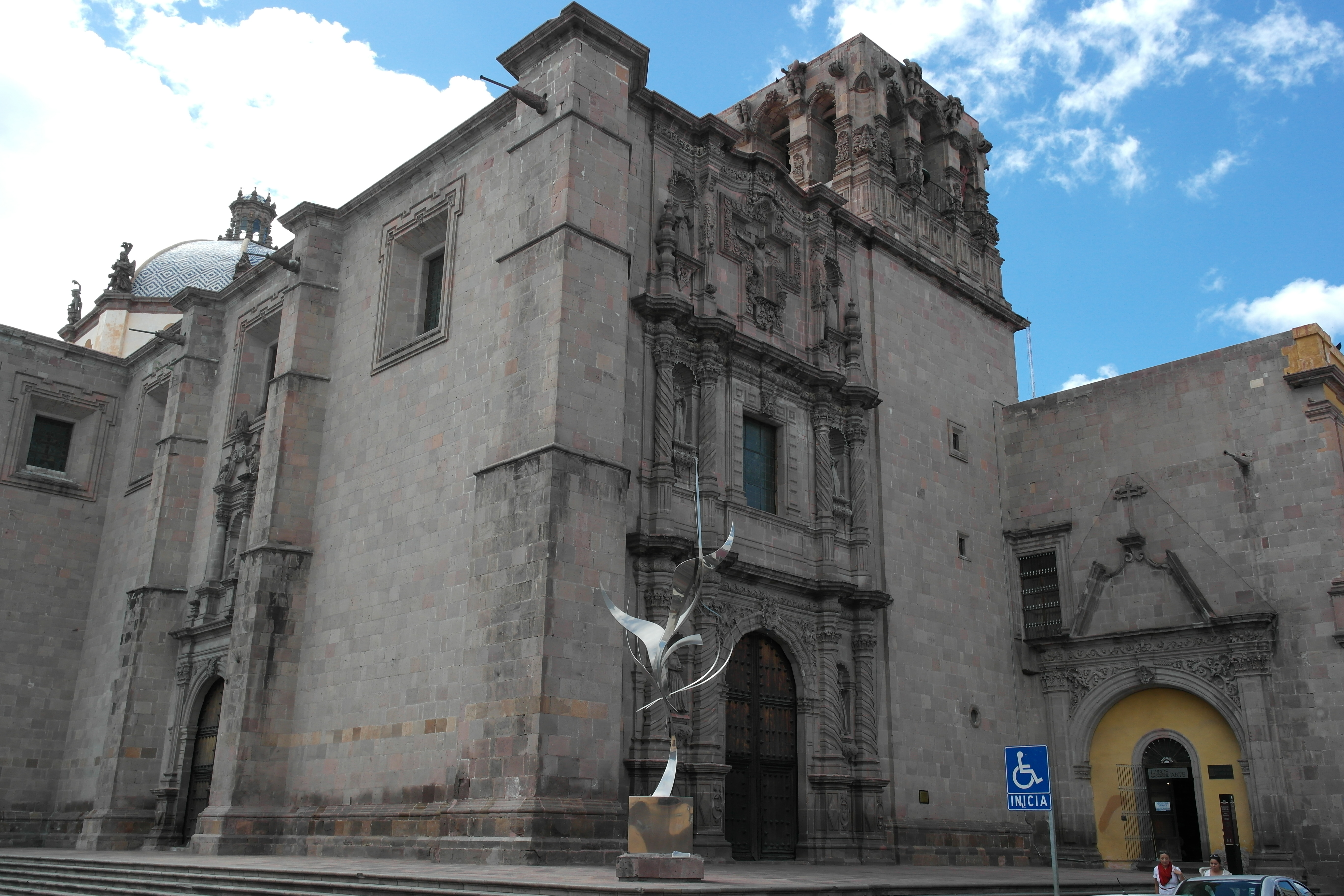
Templo y exconvento de San Agustín
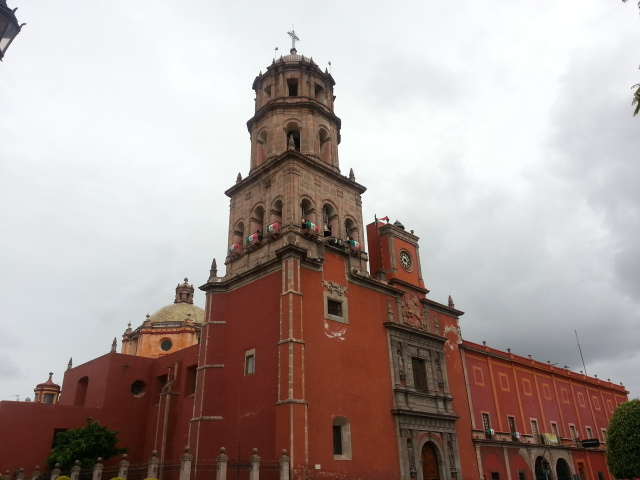
Templo y exconvento de San Francisco de Asís de Querétaro
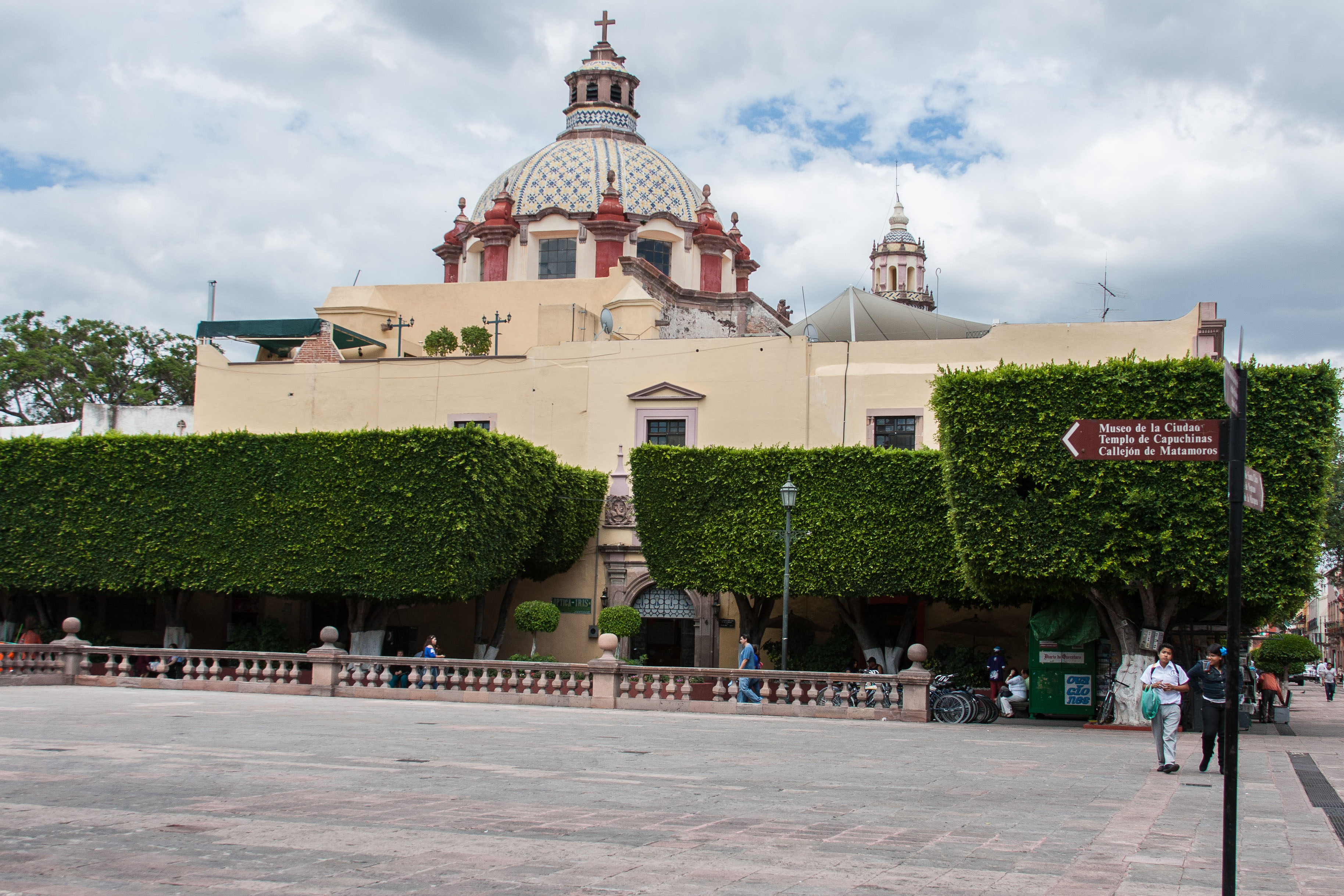
Templo y Ex Convento de Santa Clara
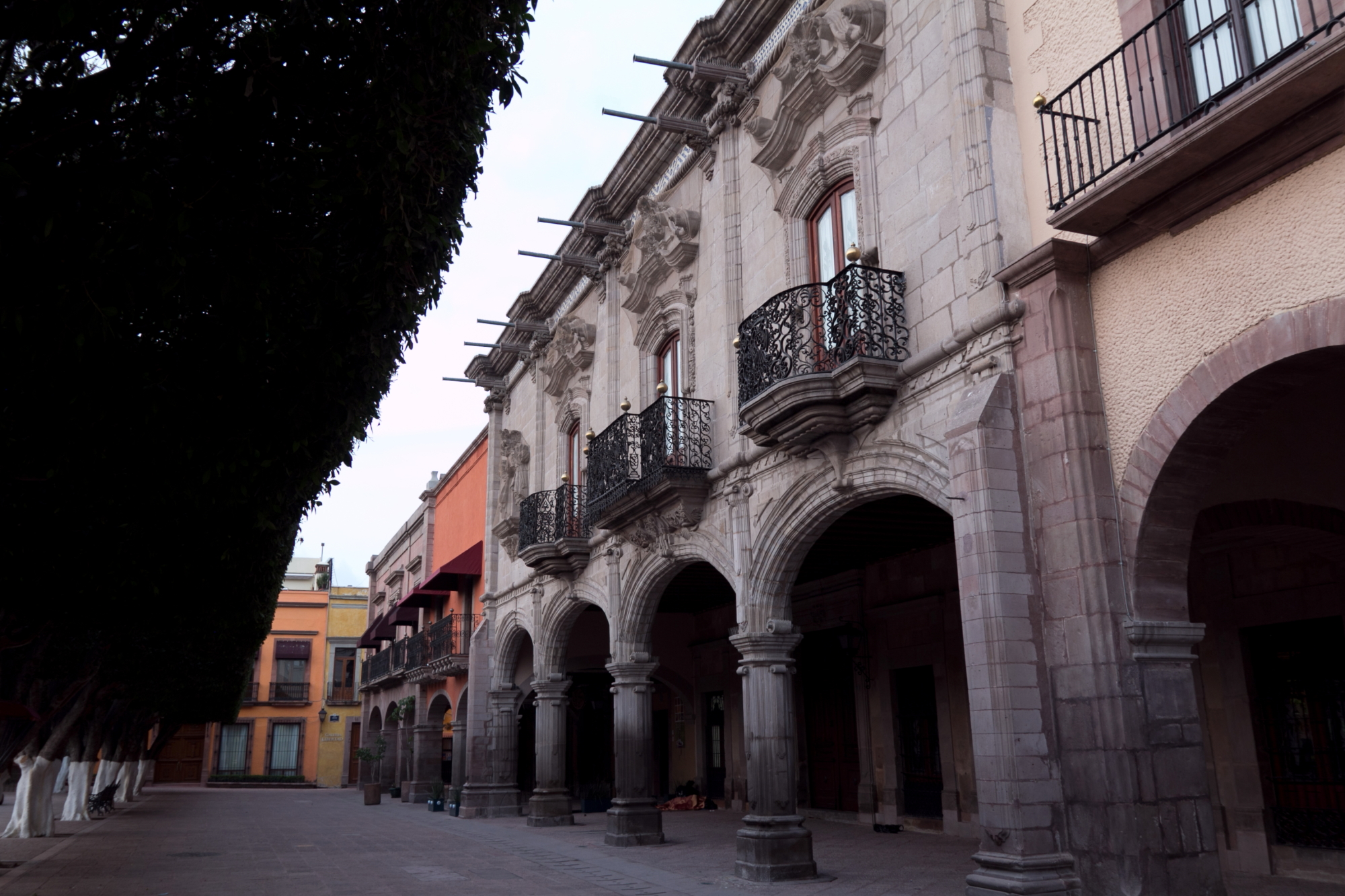
Casa de Ecala
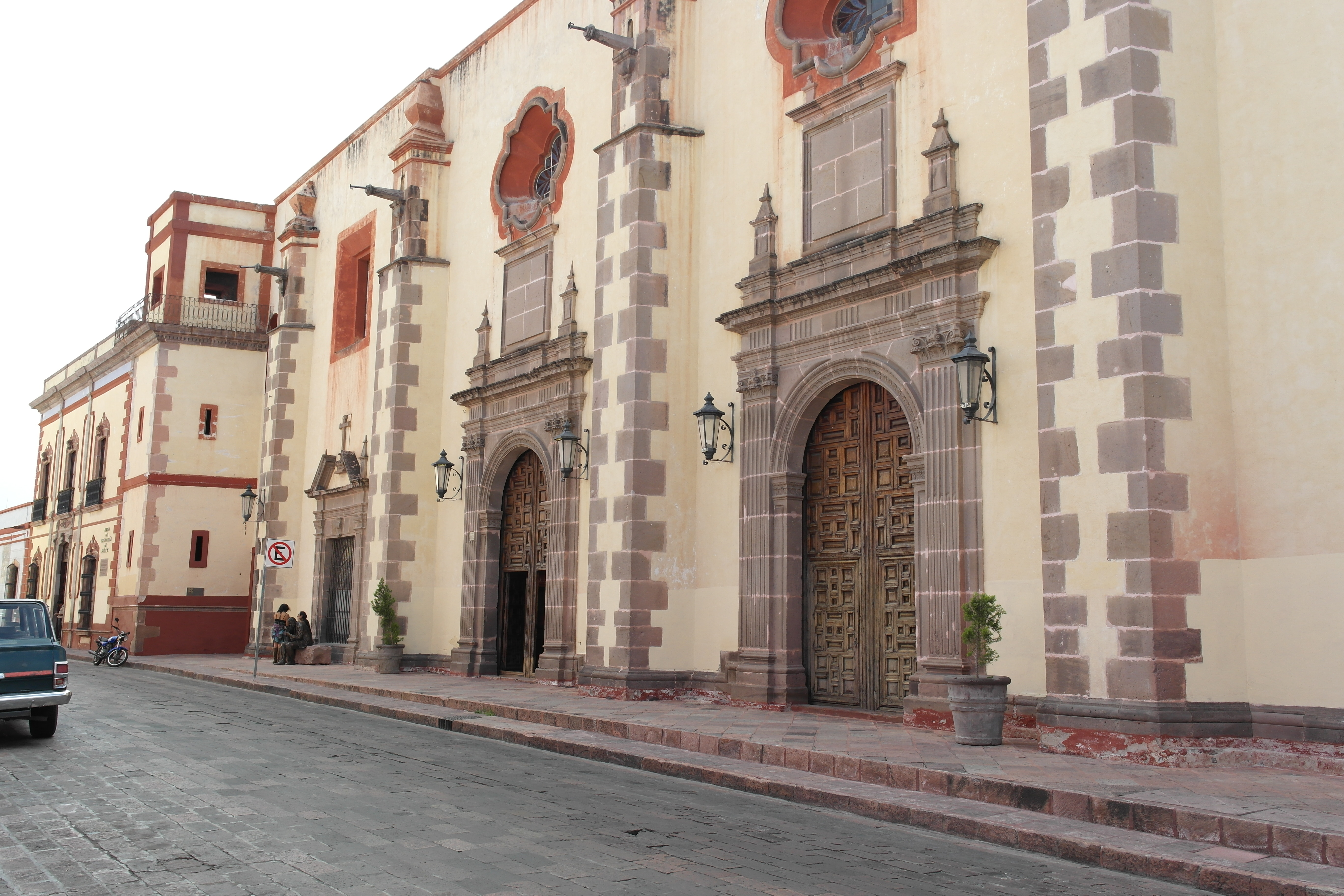
Templo de San José de Gracia y Ex Convento de Capuchinas
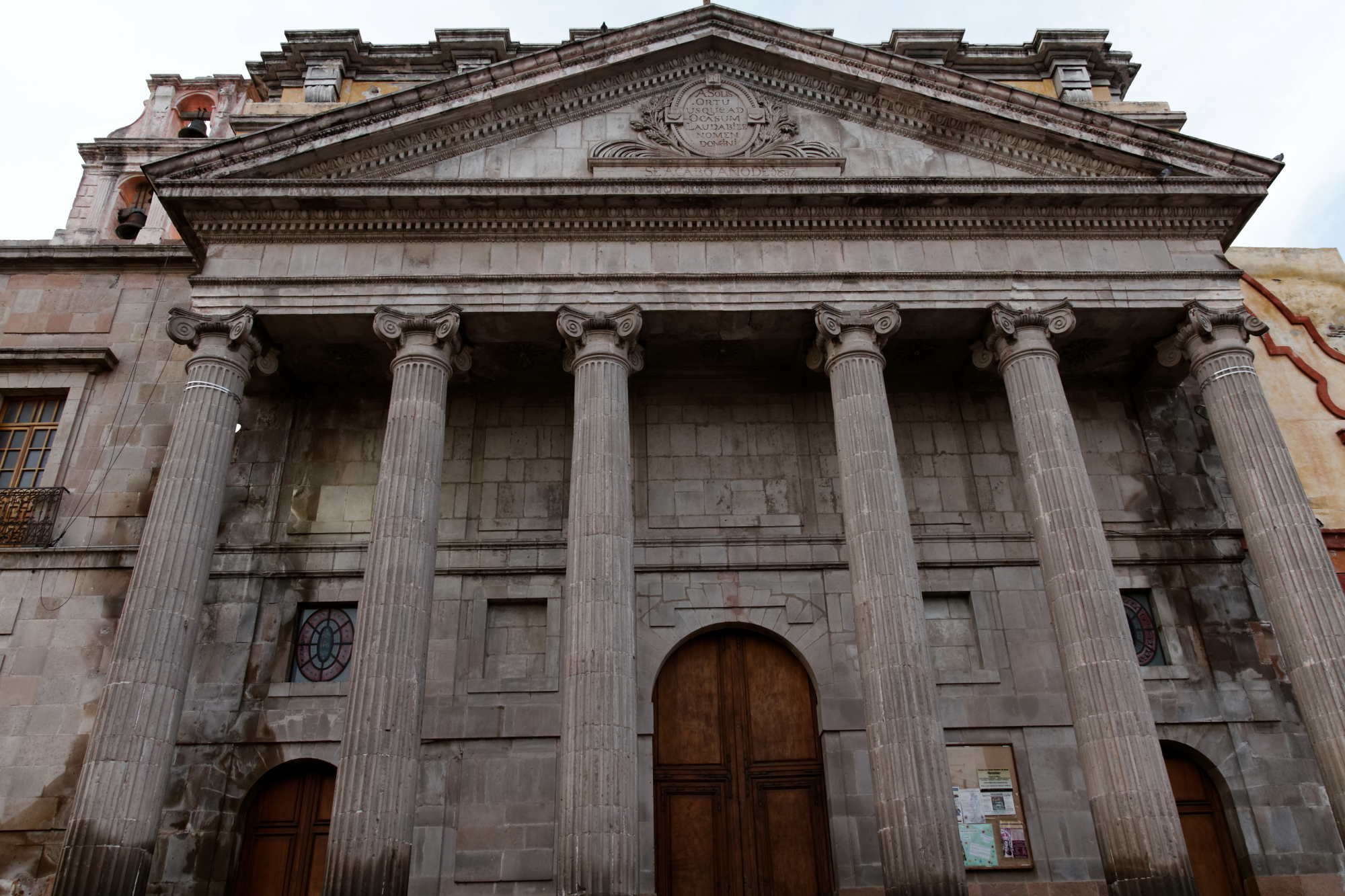
Templo de Santa Teresita
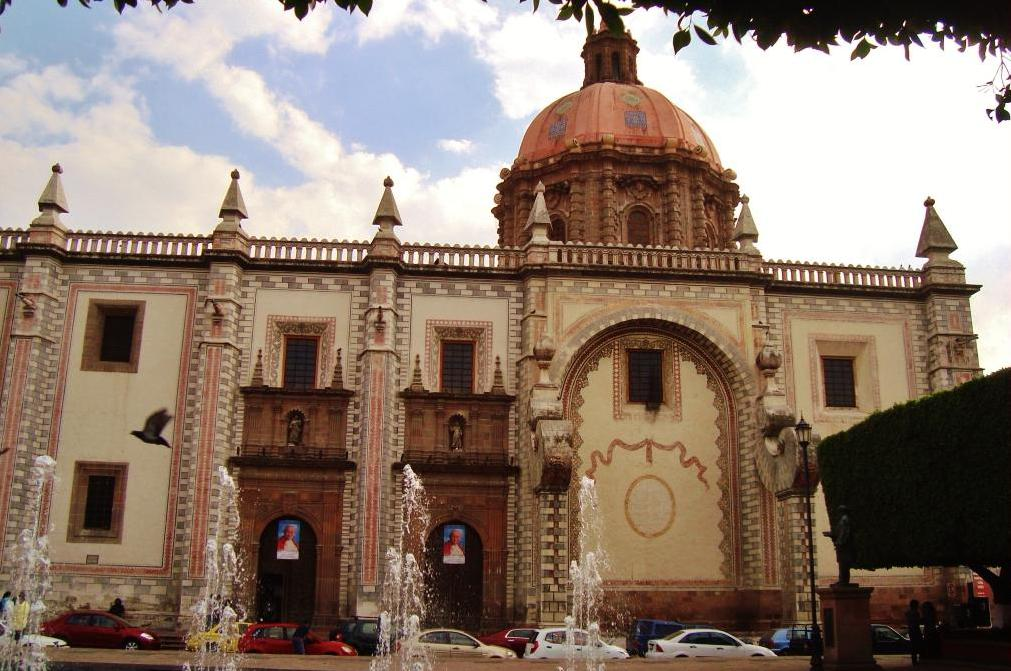
Templo de Santa Rosa de Viterbo
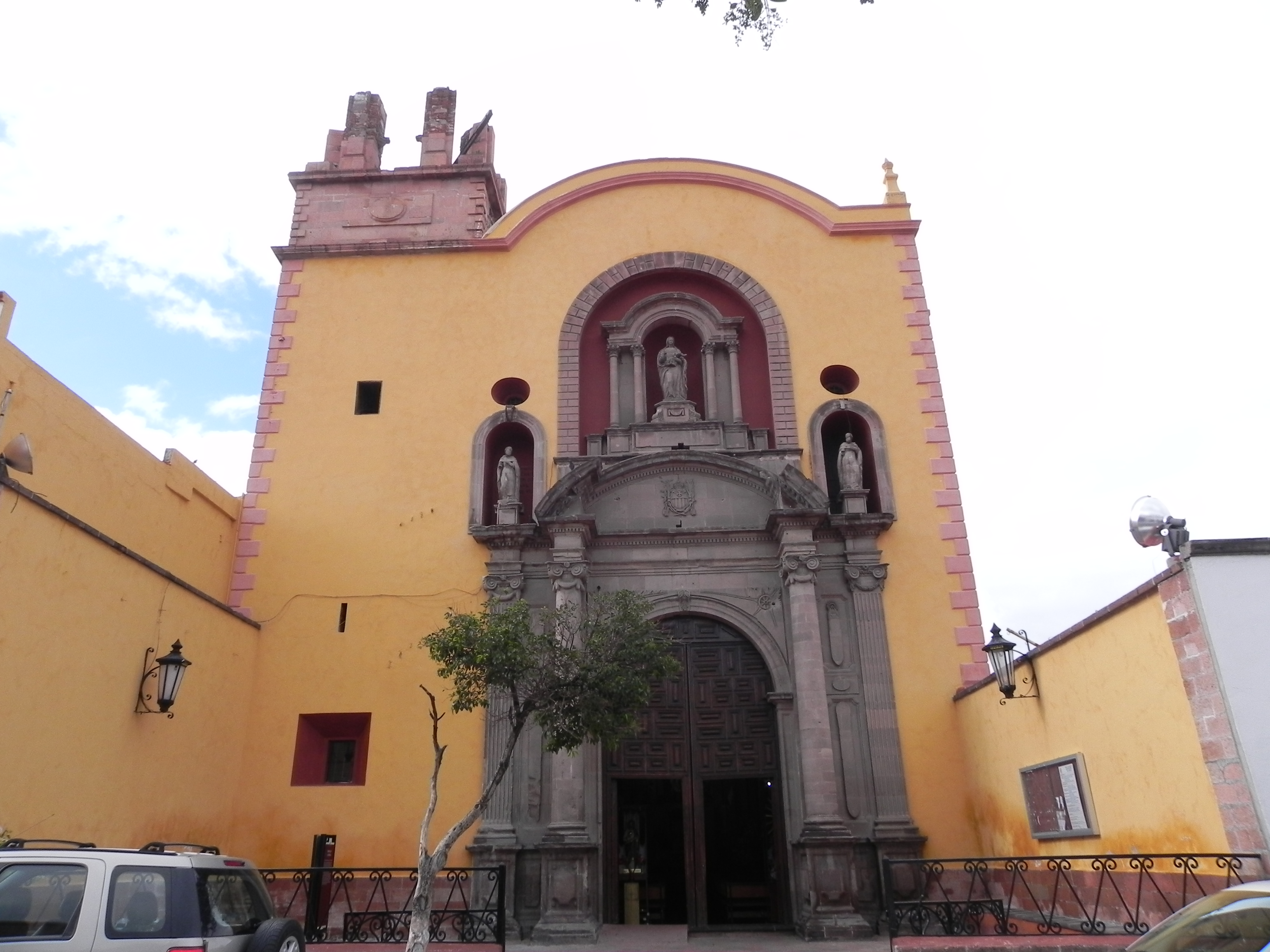
Templo de la Merced
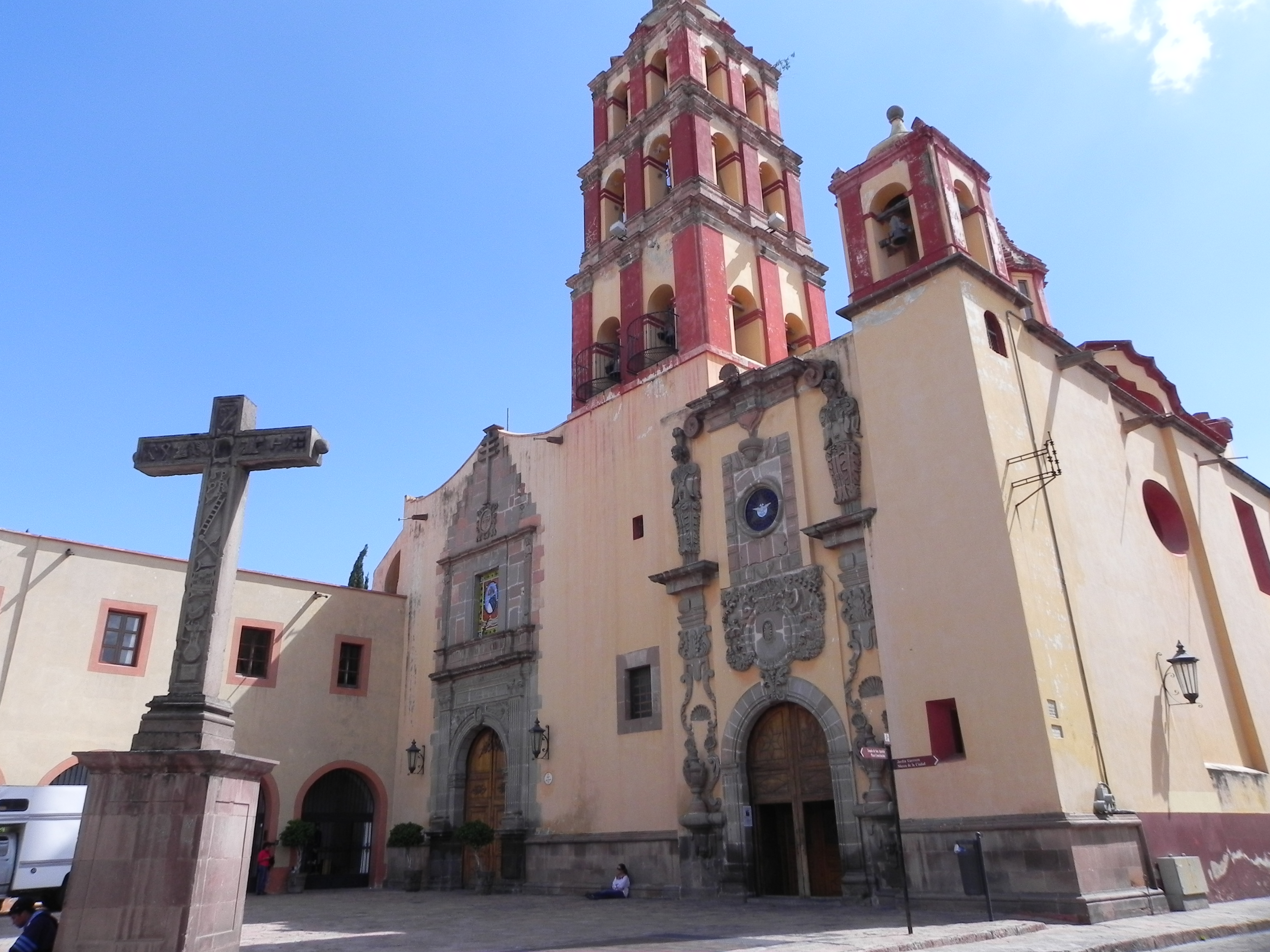
Templo y exconvento de Santo Domingo
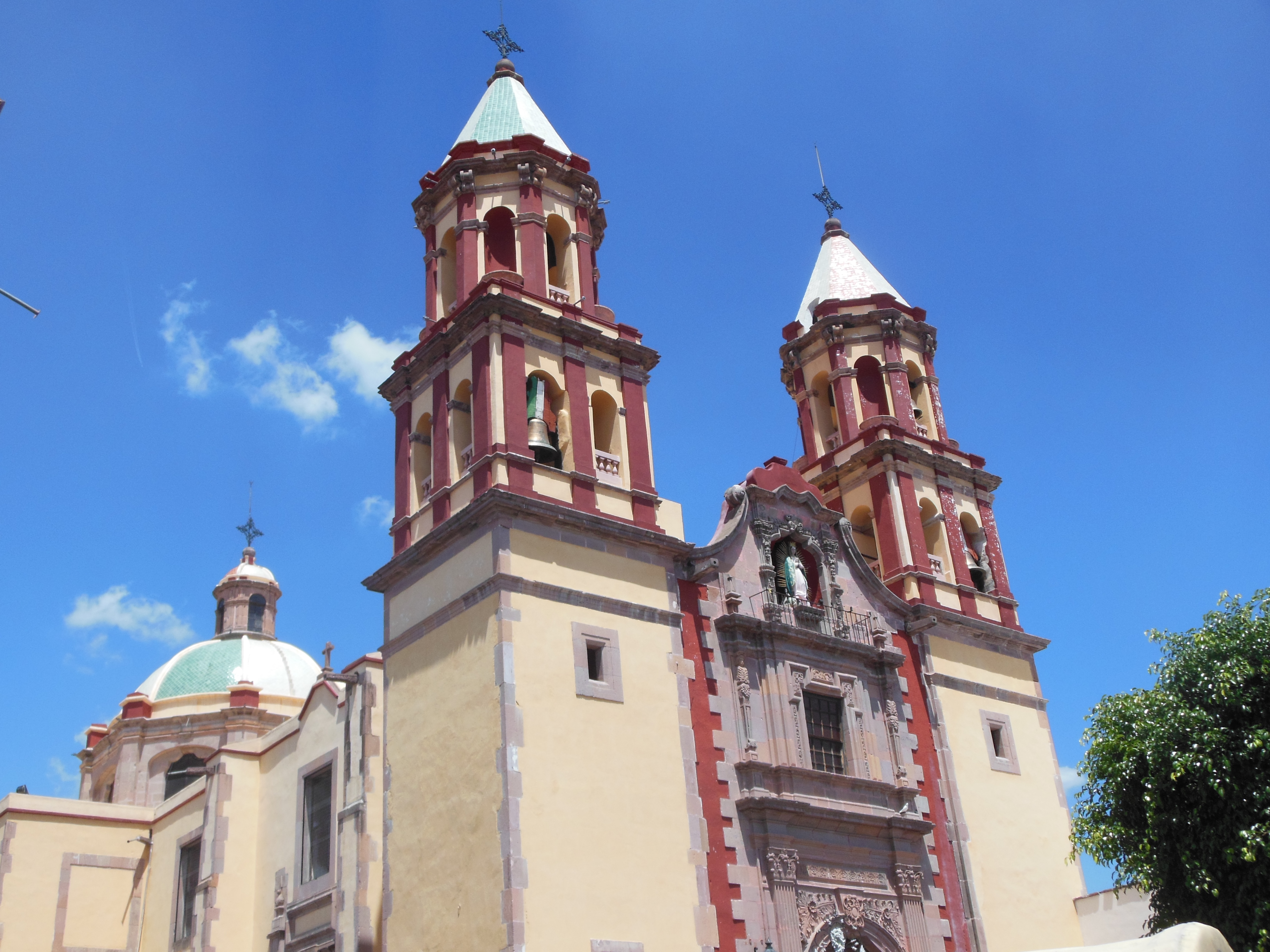
Templo de la Congregación
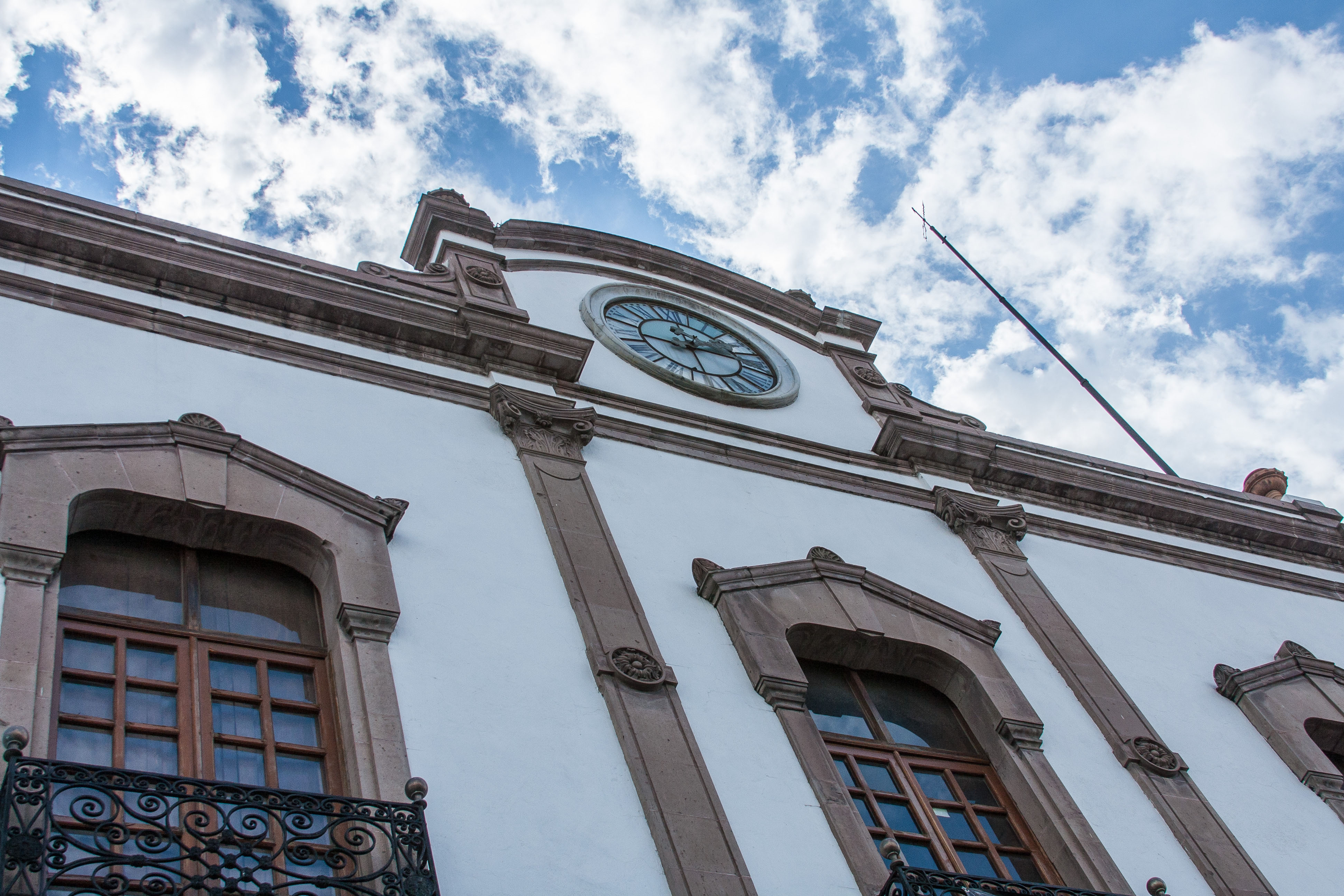
Biblioteca Central del Estado
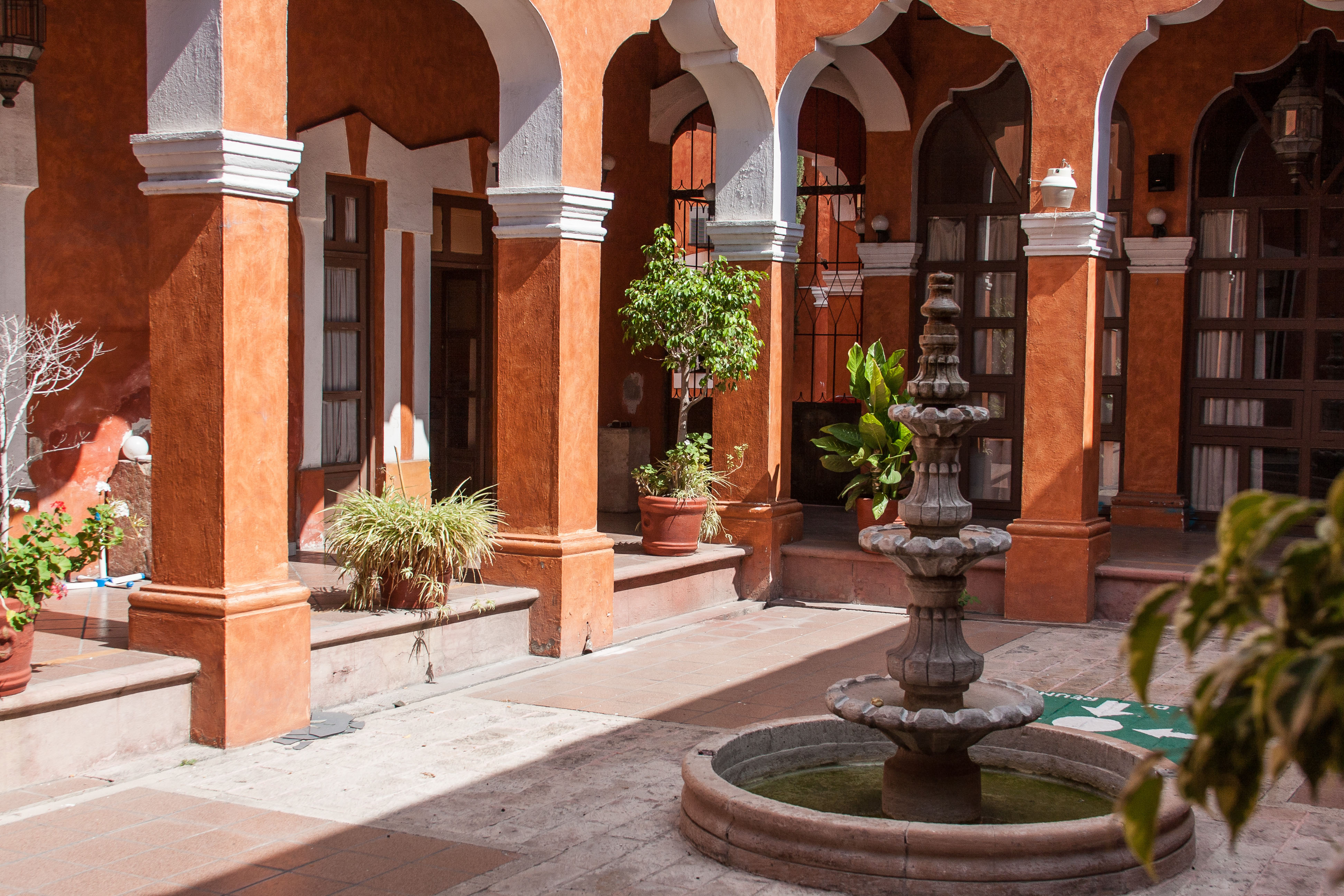
Servicio Postal Mexicano
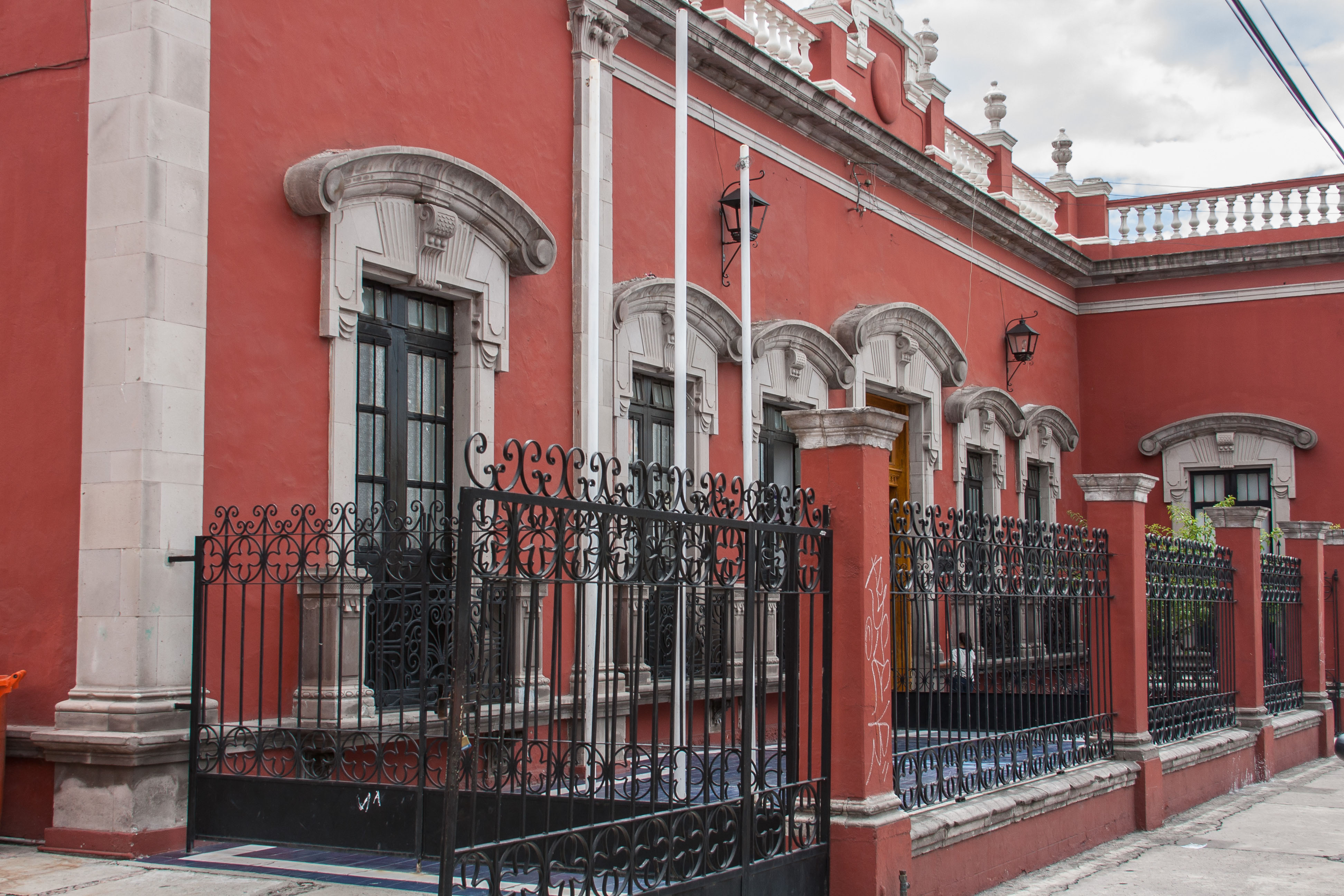
Archivo Histórico
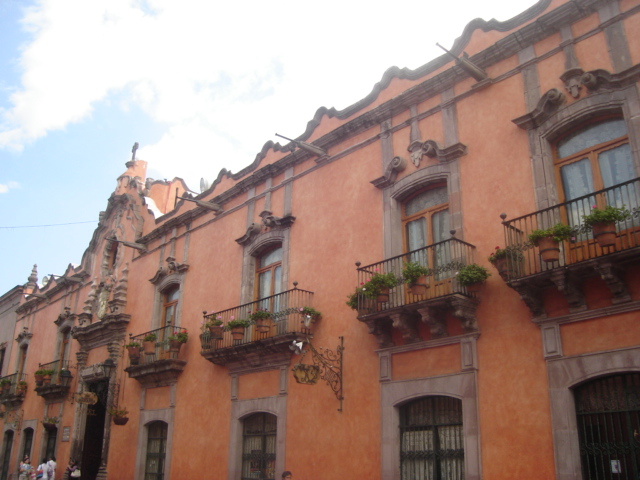
Casa de la Marquesa

- Santuario de la Congregación: Único templo con 2 torres gemelas en Querétaro. Carlos de Sigüenza y Góngora dedicó un libro a las fiestas que se celebraban en honor a la Virgen de Guadalupe en este templo. En el interior se aprecia un majestuoso órgano tubular y la bella pintura de la Virgen de Guadalupe, de Miguel Cabrera.
- Exconvento de las pobres Capuchinas: sede de 2 museos, sirvió de última prisión de Maximiliano. Cabe destacar que las monjas capuchinas fueron las que pidieron al marqués la construcción del acueducto.
- Templo y exconvento de Teresitas: máxima expresión del neoclásico en Querétaro. El exconvento funcionó como cuartel y la 2.ª prisión de Maximiliano* actualmente es sede del Obispado de Querétaro y del Conservatorio de Música, fundado por José Guadalupe Velázquez Pedraza.
- Templo y ex convento de El Carmen: uno de los primeros templos de la ciudad, famoso por la cantidad de palomas que se congregan en su plazoleta adyacente.
- Templo de Santo Domingo: con su hermosa capilla del Rosario, fue el cuartel central de operaciones de los misioneros dominicos de la Sierra Gorda.
- Parroquia de Santiago de Querétaro: originalmente templo jesuita de San Ignacio de Loyola, aquí se cantó por primera vez el himno patriótico a la virgen de Guadalupe, en la época que sirvió como catedral (1887).
- Templo de la Merced
- Templo de Carmelitas
- Templo de San Antonio
- Parroquia de Santa Ana
- Templo de San Sebastián

## Plazas y jardines

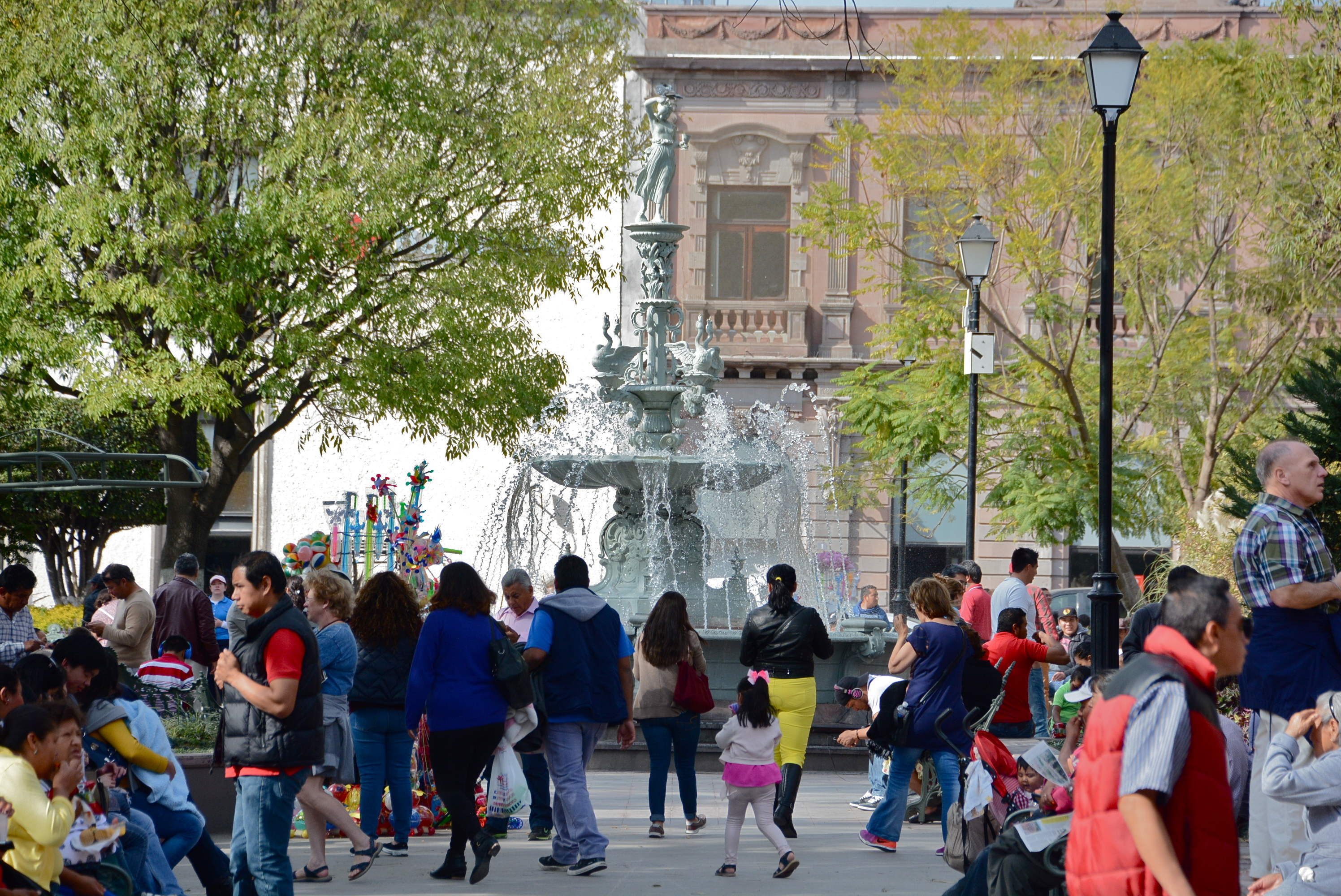
Jardín Zenea en un día concurrido.

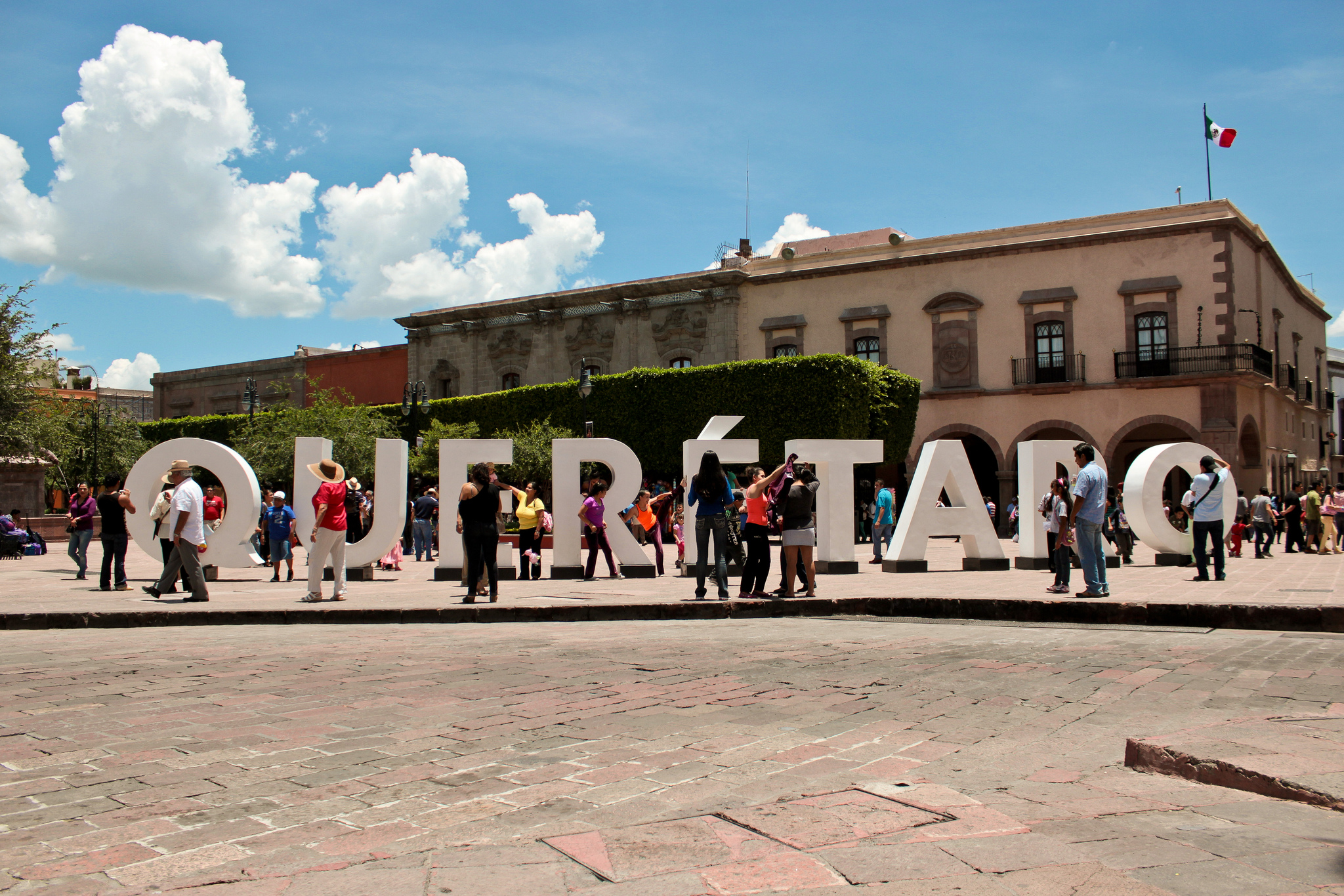
Plaza de la Independencia.

Dentro de la Zona de Monumentos Históricos de Querétaro se encuentran estas bellas áreas abiertas:
- Jardín Zenea: el más representativo de la ciudad, lleva el apellido del gobernador queretano Benito Santos Zenea (1870). Se aprecian en él una bella fuente hierro dedicada a la diosa griega Hebe y un kiosco, ambos del siglo XIX. En fechas decembrinas se instala en sus jardineras un Nacimiento Monumental, con esculturas de tamaño natural.
- Plaza de la Independencia o Plaza de Armas: es la plaza principal. En su lado norte se encuentra el Palacio de Gobierno del Estado o Casa de la Corregidora. El resto se encuentra rodeado por renombrados restaurantes y casonas del siglo XVIII, como la del marqués de Ecala o la de Timoteo Fernández de Jáuregui. Al centro se ubica la fuente del marqués, benefactor de la Ciudad.:)
- Plaza de los Fundadores: está en el legendario lugar donde nació la ciudad. La rodean las estatuas de los primeros colonizadores españoles, y se pueden visitar pequeños puestos para comprar artesanías.
- Plaza de la Cruz: originalmente atrio del convento del mismo nombre. En su perímetro se ubican tres esculturas: al este la de los Concheros, y al oeste otras dos dedicadas a importantes figuras que vivieron aquí: Fray Junípero Serra y Fray Antonio Margil de Jesús.
- Plazuela de la Merced: también llamada "del quemadero", pues ahí se ejecutaban las sentencias de la Inquisición. Ubicada detrás de la iglesia de la Merced.
- Plazuela Don Juan Caballero y Osio: tiene una fuente de dicho benefactor al centro. Conocida por los puestos en que se venden los tradicionales buñuelos queretanos.
- Atrio del Carmen: es conocido por la constante afluencia de palomas.
- Jardín del Arte: construida en lo que fuera parte del convento de San Francisco. Espacio dedicado al teatro y la venta de antigüedades los fines de semana.
- Plaza de la Constitución: se ubica entre el Gran Hotel y la Academia de Bellas Artes. Debajo se ubica un estacionamiento subterráneo con capacidad para 300 vehículos. Originalmente un mercado, en 1963 se construyó la plaza con una columna por cada estado del país, y en cada una inscritos los nombres de sus diputados firmantes en la Constitución de 1917. Cerca del año 2000 todo eso se quitó, en una controvertida remodelación, cuando también fue colocada la escultura de Leonardo Nierman. Su fuente circular fue transformada desde 2008 en una fuente danzarina.

Plazas y Jardines del Centro Histórico
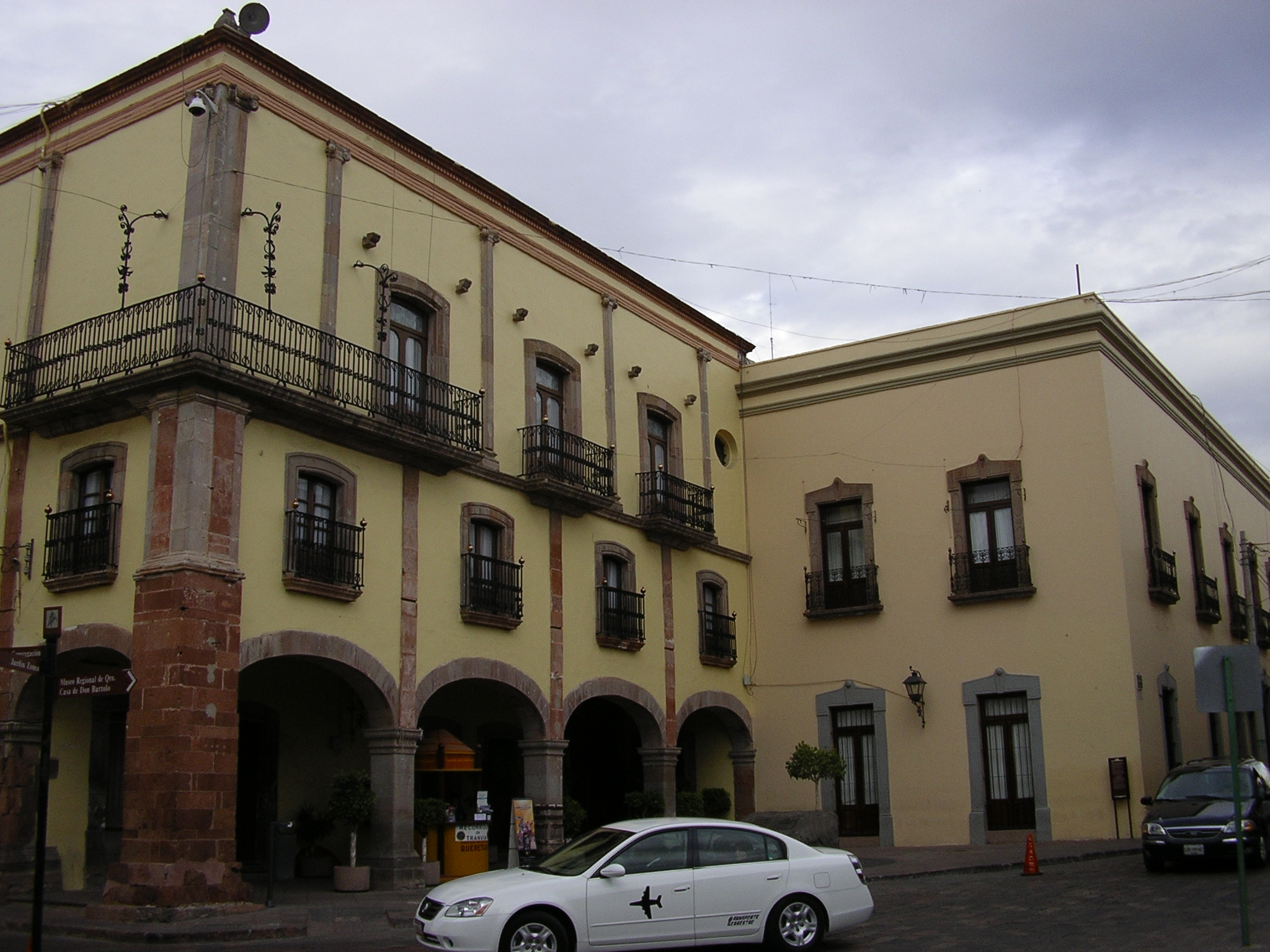
Edificios Plaza de la Independencia.
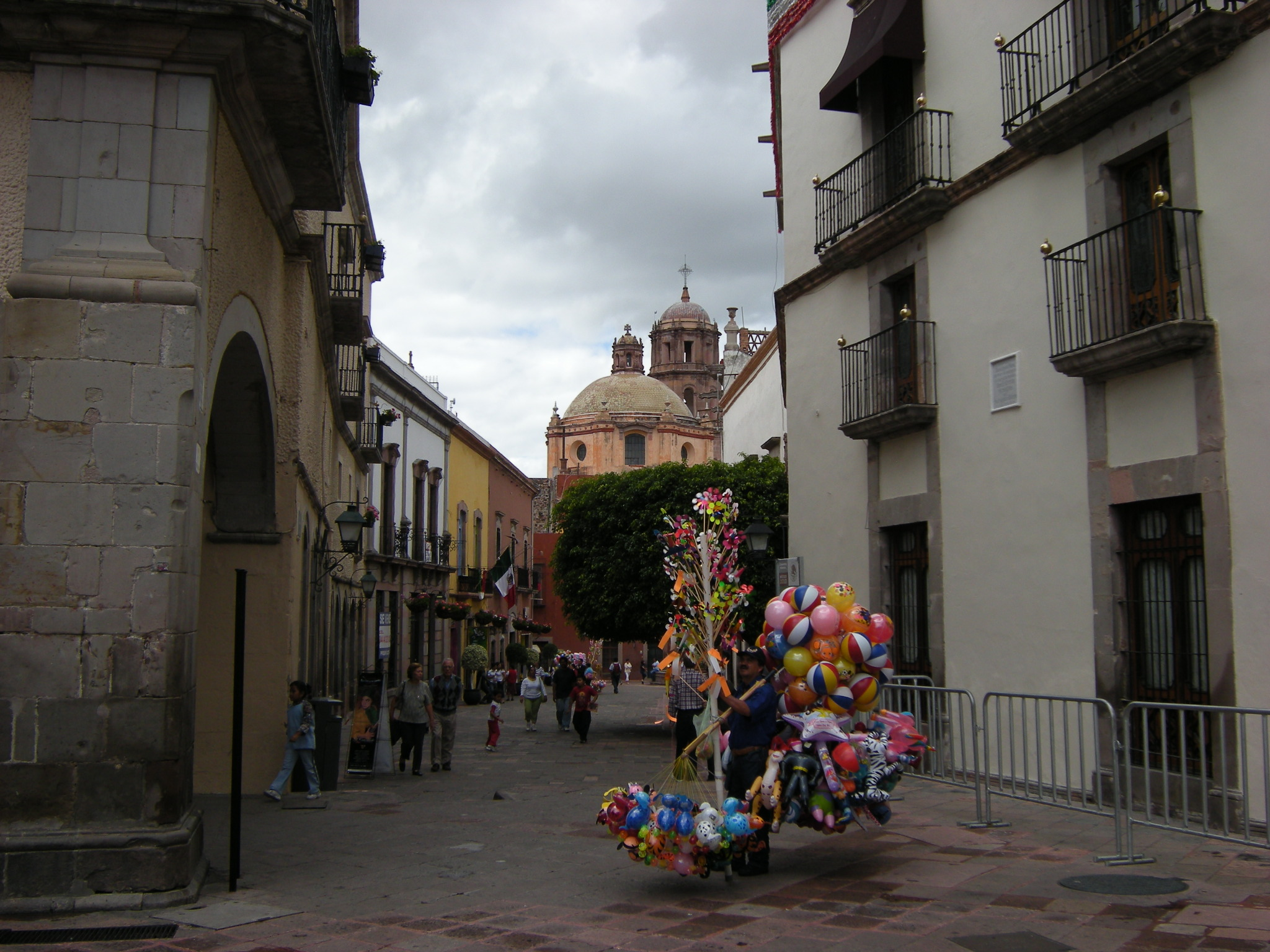
Plaza de la Independencia.
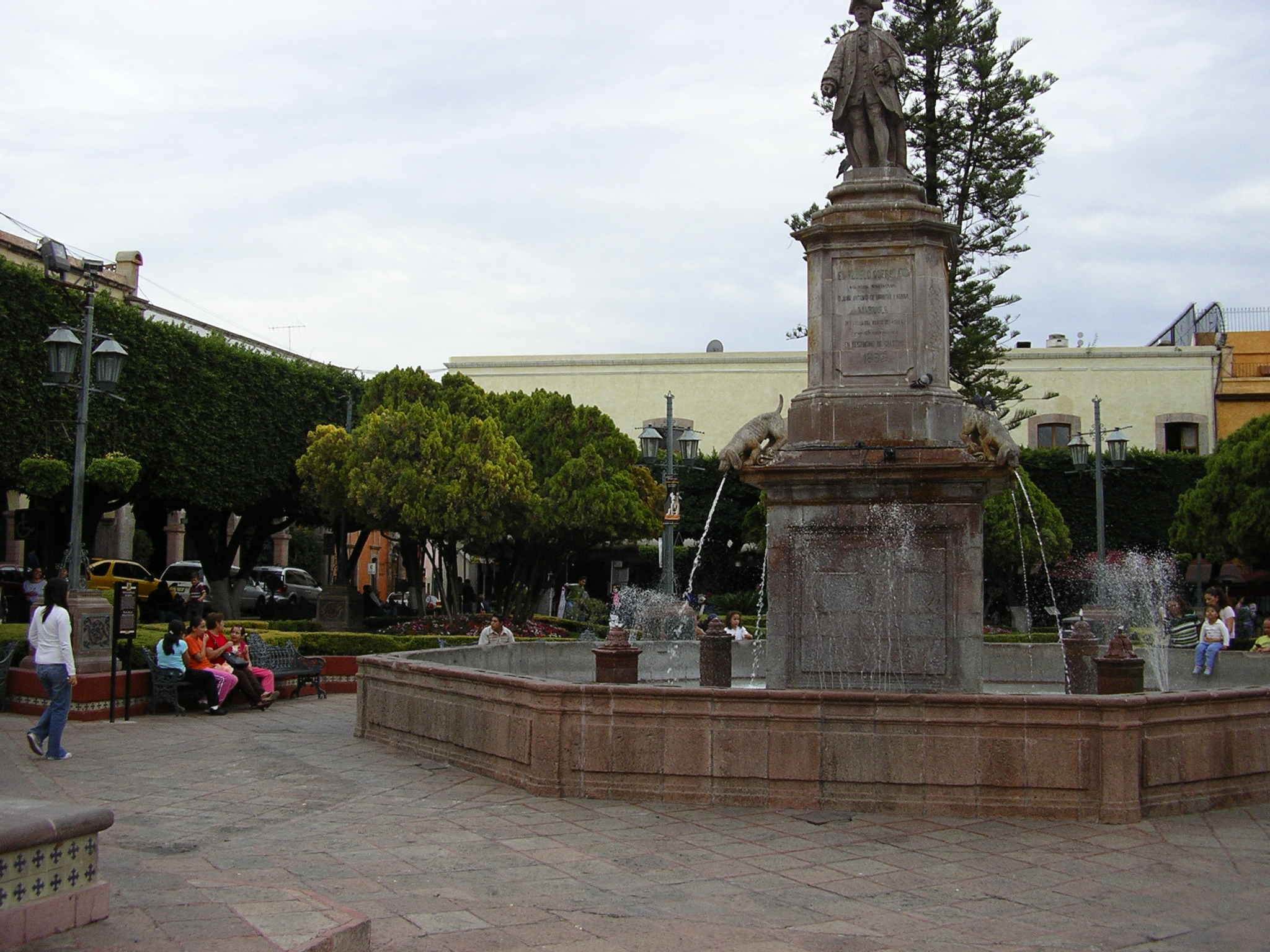
Plaza de la Independencia.
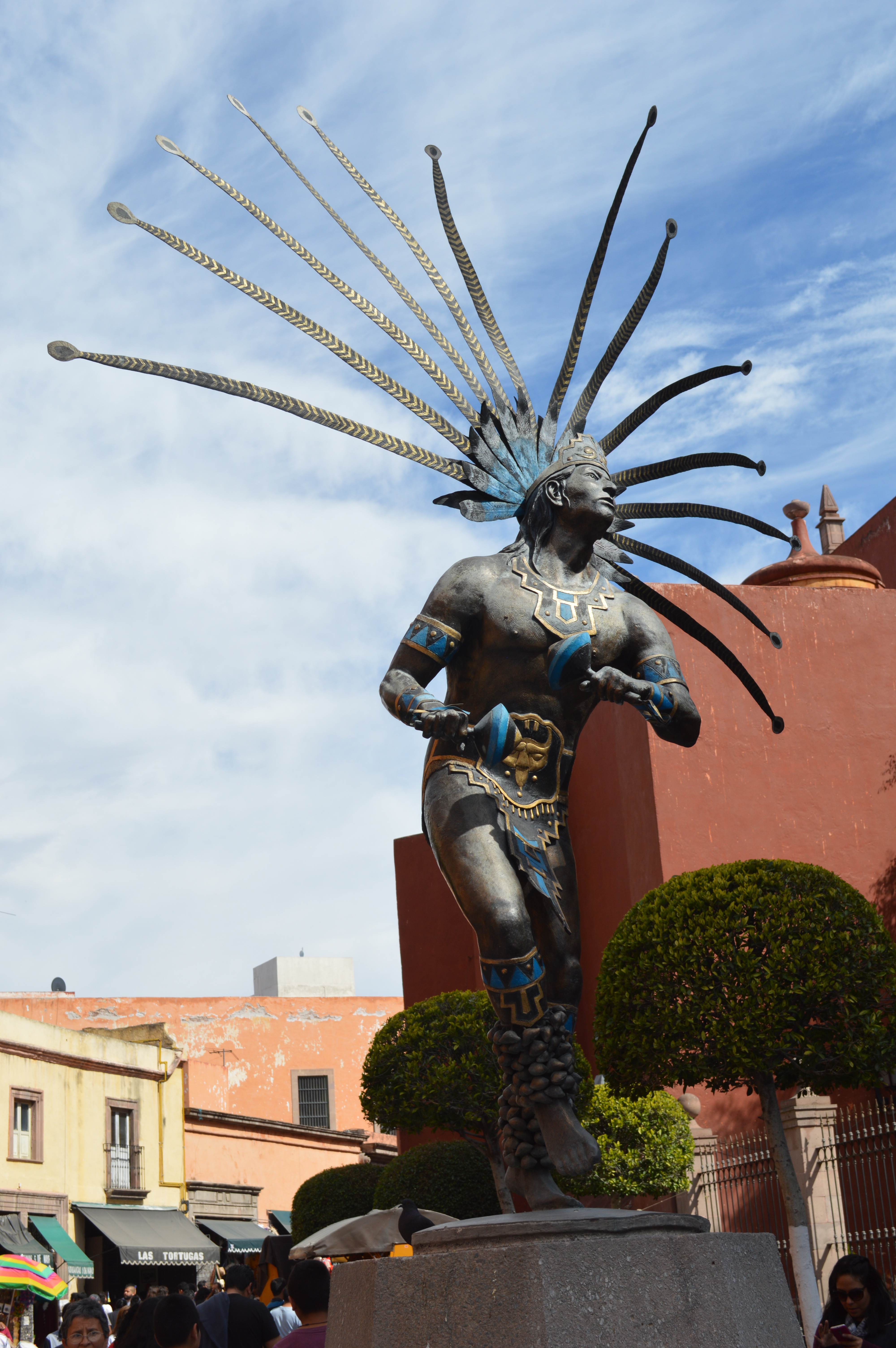
El Danzante conchero chichimeca.
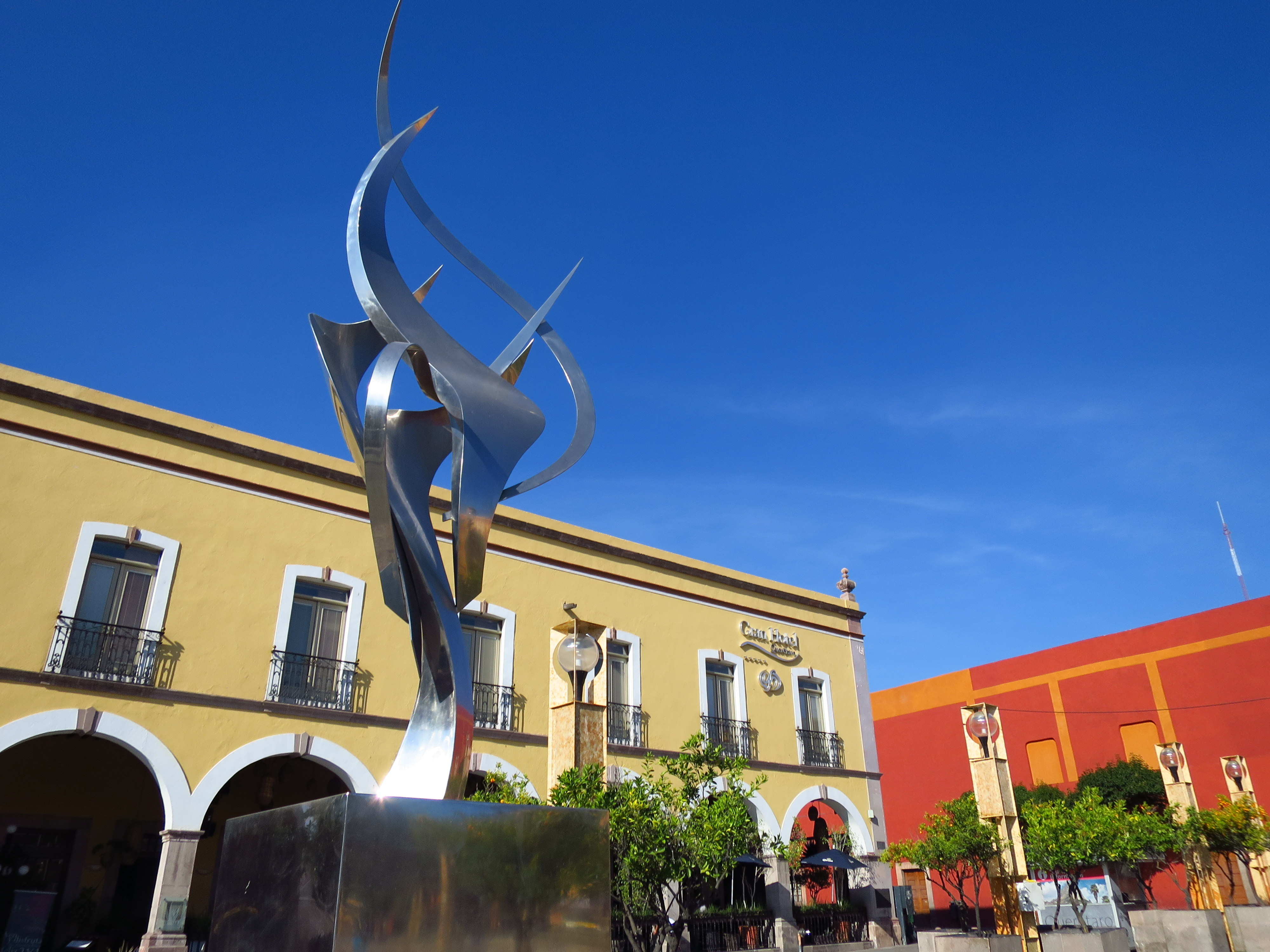
Plaza de la Constitución.
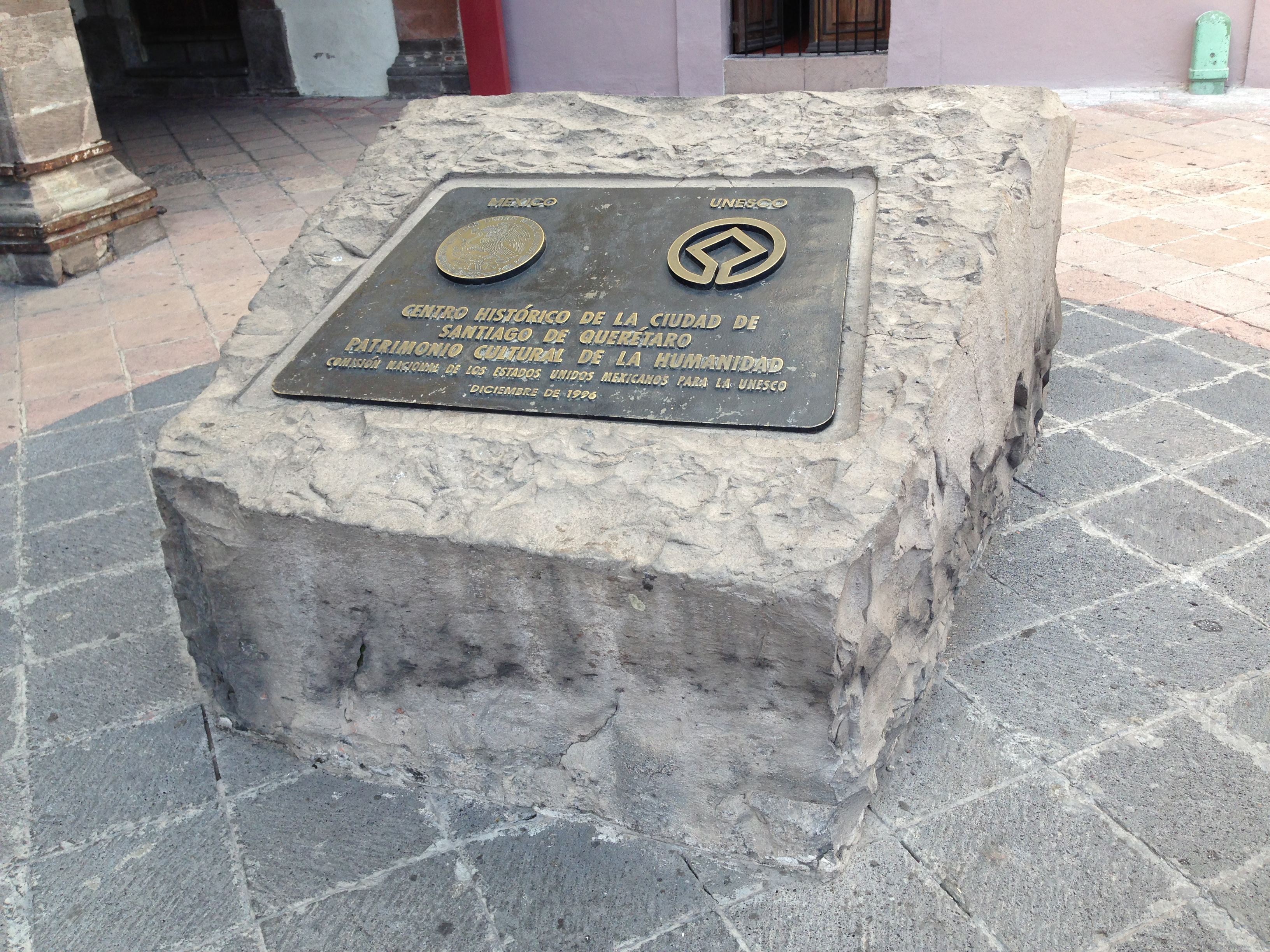
Placa que conmemora la designación como Patrimonio de la Humanidad.

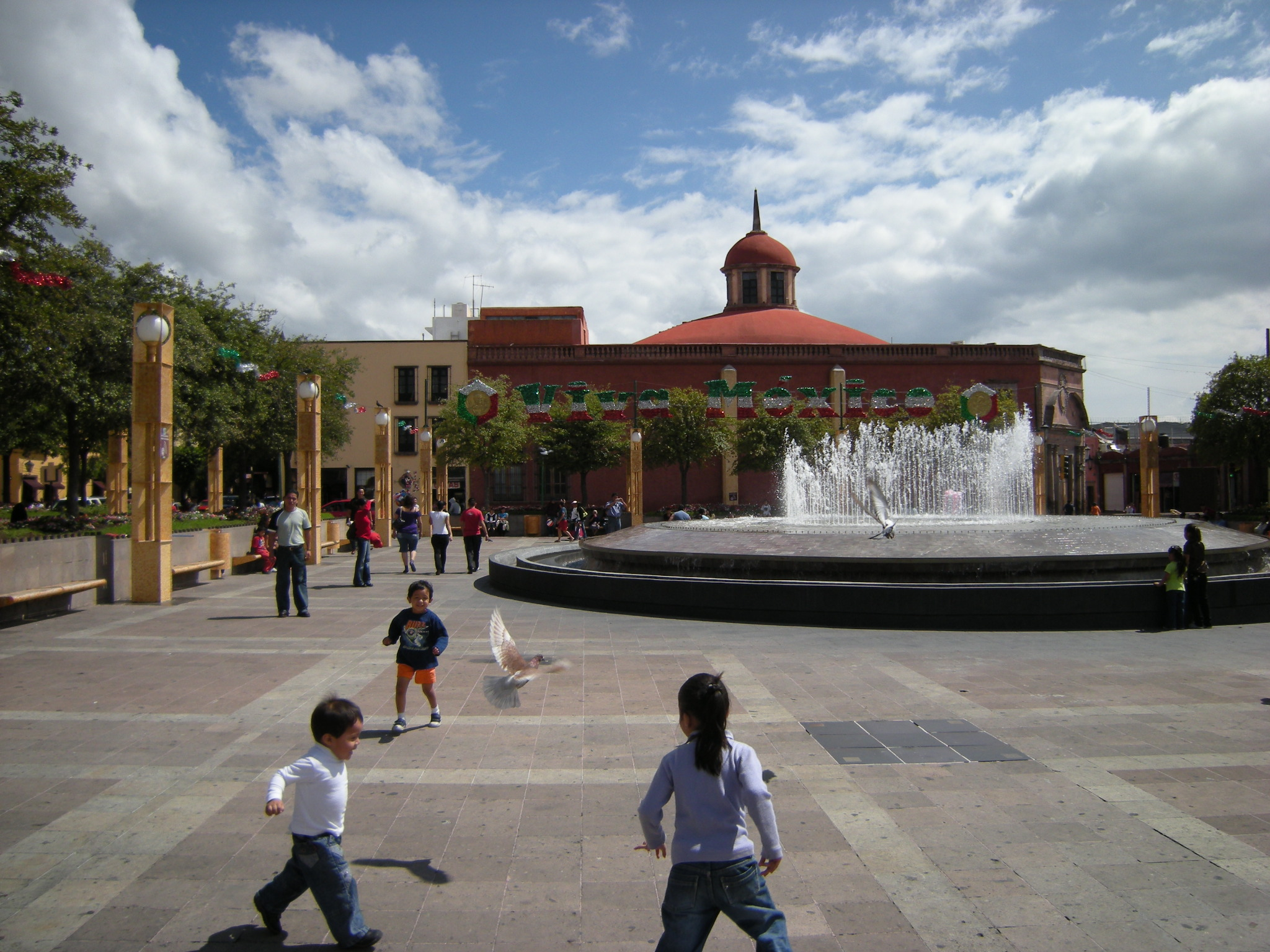
Plaza de la Constitución.
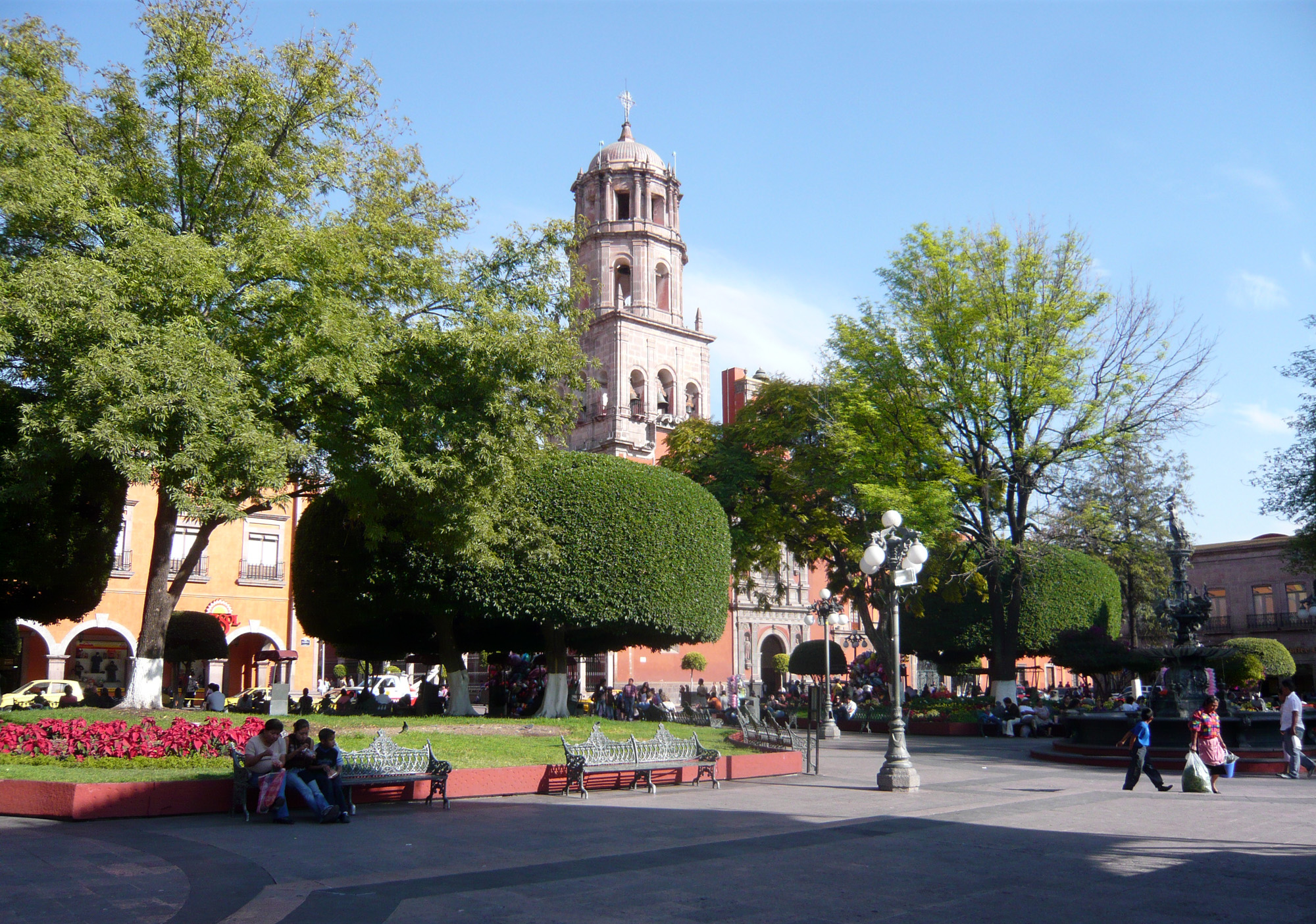
Templo de San Francisco de Asís visto desde el Jardín Zenea.
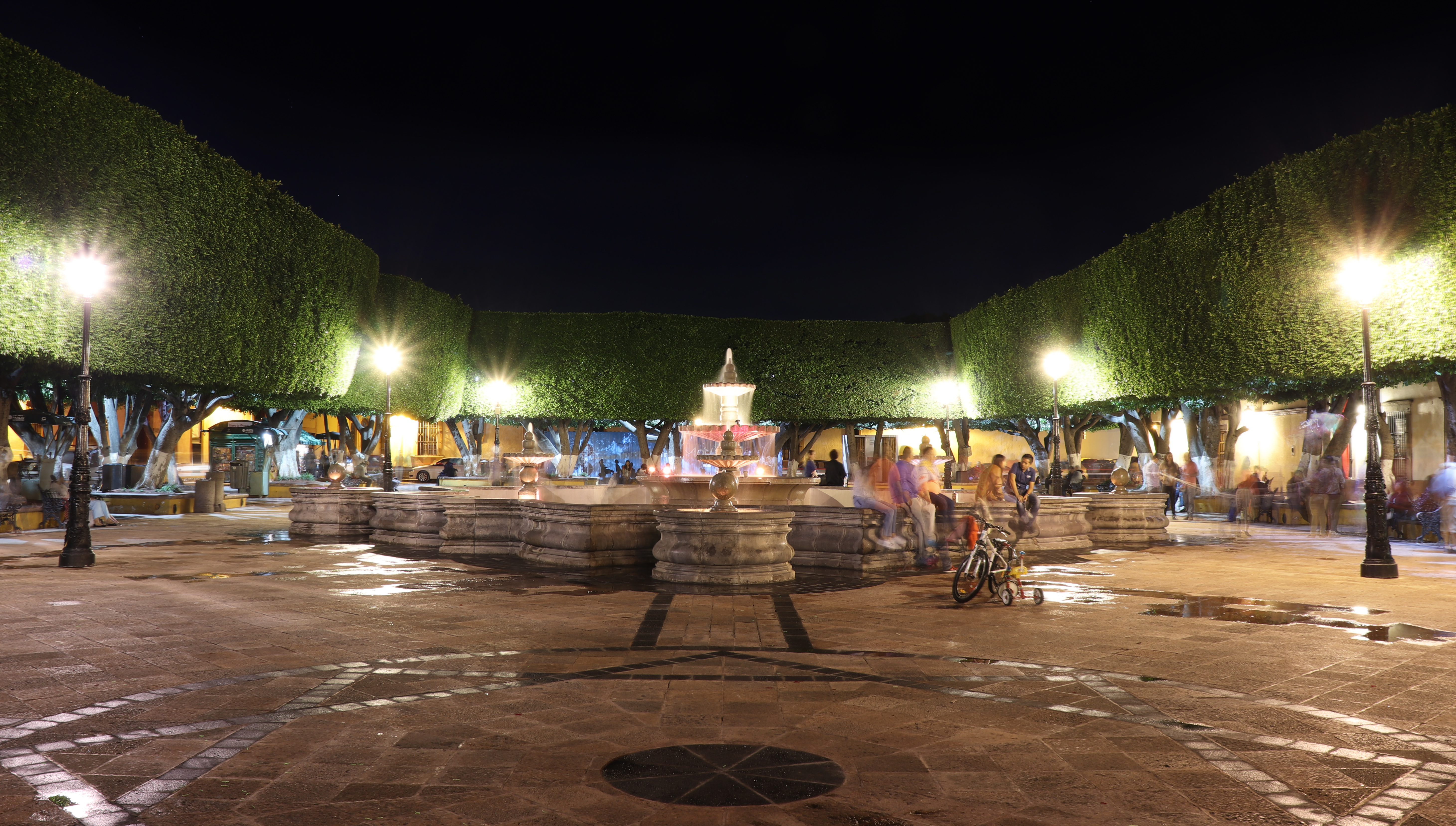
Jardín Guerrero de noche.
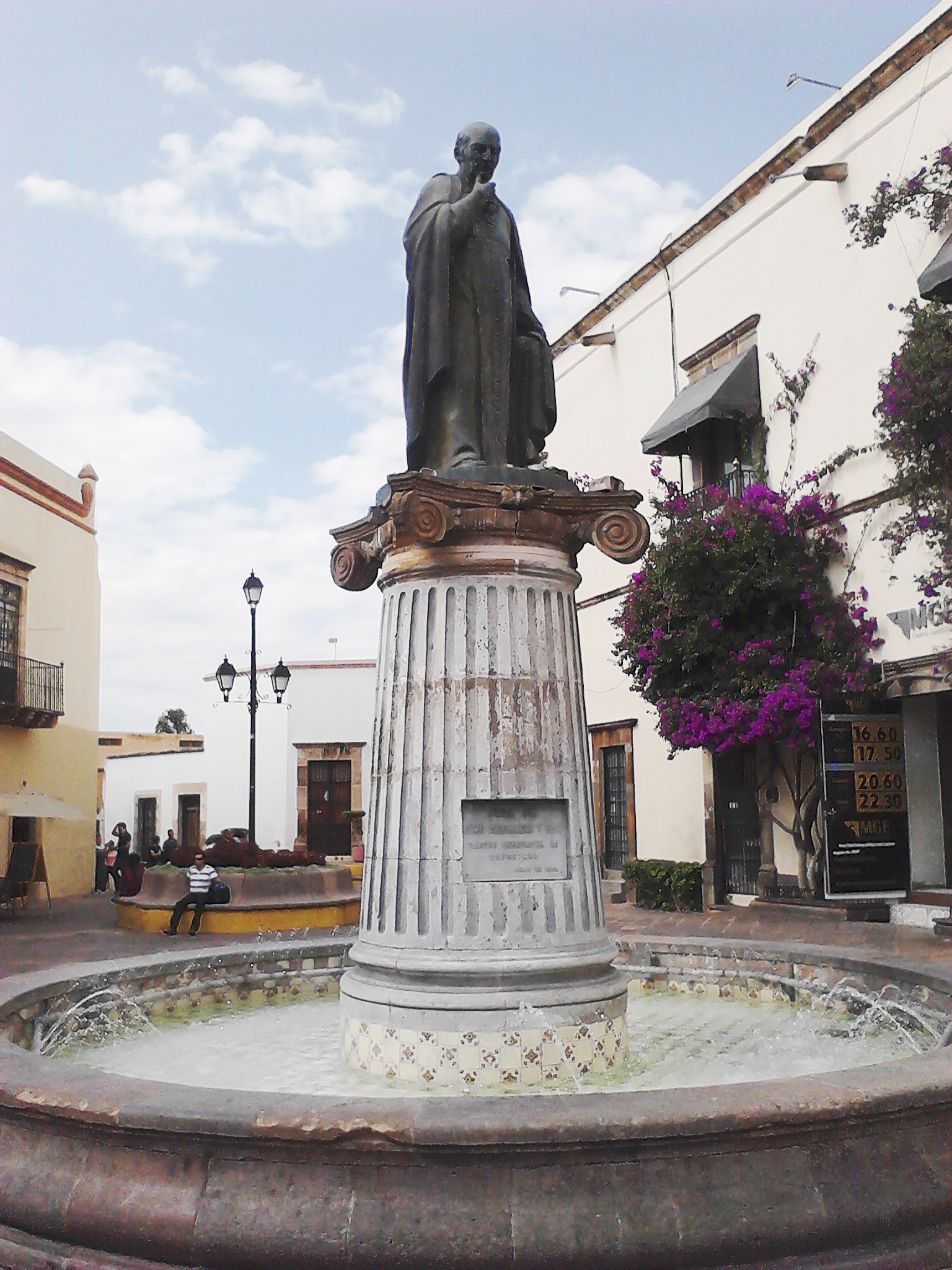
Fuente de Juan Caballero y Osio.
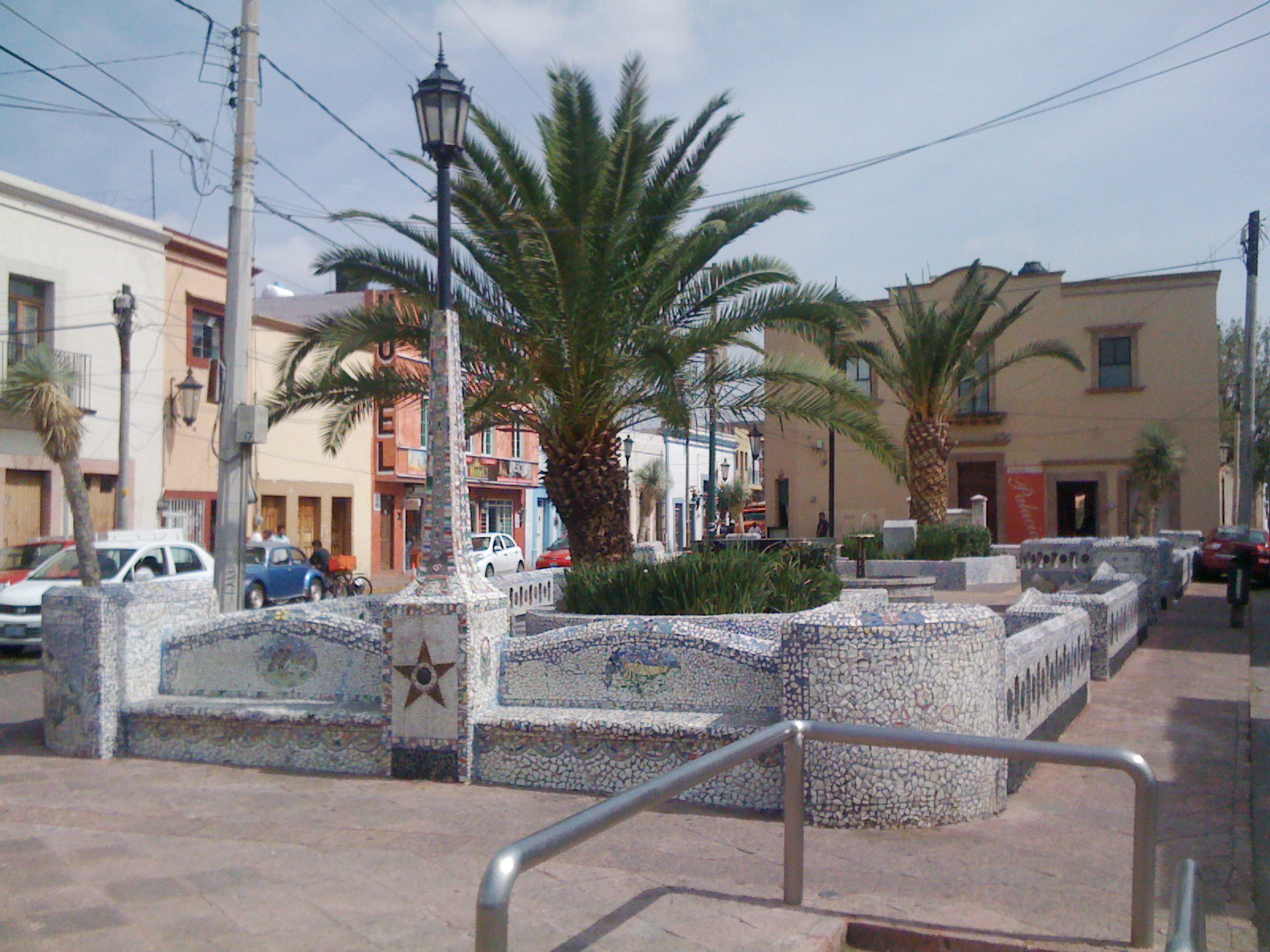
Jardín Niños Héroes de Chapultepec o "Jardín de los Platitos".

- Jardín de la Corregidora: Antiguamente la Huerta de Convento de San Antonio, actualmente luce en su centro el Monumento a la Corregidora, erigido con motivo del Centenario de la Independencia en 1910. Alrededor se ubican diversos restaurantes.
- Jardín Francisco I Madero: más conocido como de Santa Clara, pues se ubica al costado de dicha iglesia. Aquí se ubica la afamada Fuente de Neptuno, del celayense Francisco Eduardo Tresguerras.
- Jardín Guerrero: junto a la delegación Centro Histórico (antiguo Palacio Municipal). Formaba parte del convento de Santa Clara y originalmente se pensó utilizar para construir una nueva catedral, proyecto que no prosperó por el inicio de las revueltas revolucionarias. Ahora es abarcado todos los domingos por jóvenes bailarines llamados tecktonikos como el team electro unión.
- Plaza Ignacio Mariano de las Casas: fue construida para dar una mejor vista al templo de Santa Rosa de Viterbo. Actualmente posee en su centro otra fuente danzarina.
- Jardín Niños Héroes de Chapultepec: o comúnmente conocido como "Jardín de los Platitos", se ubica en la llamada "otra banda" del Río de Querétaro, muy cercano a la Vieja Estación. Se le conoce así por el acabado que tiene, ya que está conformado por piezas de porcelana y otros materiales, donadas por la ciudadanía durante su construcción.
- Jardín Niños Héroes de Chapultepec: o comúnmente conocido como "Jardín de San Sebastián". Este, también del otro lado del río, se encuentra frente a la iglesia de San Sebastián, de la cual recibe su apodo, y a la vez junto a la famosa Casa del Faldón.